# Kína
A Kínai Népköztársaság, röviden Kína (egyszerűsített kínai írásmóddal 中华人民共和国 (中国), pinjin: Zhōnghuá Rénmín Gònghéguó (Zhōngguó), magyaros átírásban: Csunghua Zsenmin Kunghokuo (Csungkuo)) a világ második legnépesebb  és Kelet-Ázsia legnagyobb országa, amely egyben túlmutat régióján, mivel mind Közép-Ázsiában, mind a tengeren vannak területei. Az ország 1949-től kezdve kettéosztva él: a Kínai Népköztársaság, Peking (北京, Pejcsing (Běijīng)) fővárossal, illetve a Tajvan (Taiwan) (臺灣 / 台灣) szigetéből és annak környékéből álló Kínai Köztársaság, Tajpej (Taipei) fővárossal. Eleinte az utóbbit ismerték el nemzetközileg (még az ENSZ Biztonsági Tanácsában is tajvani (taiwani) képviselők ültek), ám az 1970-es években tapasztalt amerikai–kínai közeledés után megváltozott a helyzet. Bár ma nem tekintik önálló államnak Tajvant (Taiwant), az amerikai erők mindeddig megakadályozták, hogy a Kínai Népköztársaság bekebelezze.
A két állam eltérően fejlődött a 20. század végén. Az élet rengeteg terén más-más szokások alakultak ki. Míg a szárazföldön Mao Ce-tung (Mao Zedong) által 1956 és 1958 között folyamatosan bevezetett egyszerűsített kínai írásmódot használják, Tajvanban (Taiwanban) még mindig a hagyományos írásjegyekkel írnak.
Kína a világ legősibb folyamatos civilizációja, amely már az ókorban önálló kulturális egységet alkotott, és igen fejlettnek számított. Számos, Európában csak jóval később megismert találmány (mágnes, iránytű, papír, nyomtatás, lőpor, porcelán, selyem, fogaskerék, acél stb.) már az ókorban vagy a kora-középkorban ismert volt Kínában és innen szivárogtak a selyemút közvetítésével nyugat felé különböző tudományos felfedezésekkel együtt. Az egységes birodalom (i. e. 221-es) megalakulása óta lényegében egységben, a különböző dinasztiák vezetésével és a többi kultúrától függetlenül fejlődött egészen a 19. századig, amikor az angolok félgyarmati sorba taszították. Egészen a 20. század közepéig a különböző nagy- és középhatalmaknak kiszolgáltatva létezett, közben egy rendszerváltást átélve, 1949-ben a szárazföldön ismét beköszöntött az egység, megalakult a jelenleg is fennálló Kínai Népköztársaság, és az ellenzék kiszorult Tajvan (Taiwan) szigetére.
Kína ma nagyhatalom, a világ második gazdasági és harmadik katonai potenciáljával és a második legnagyobb népességével. Jelentős kínai etnikum él a világ különböző területein, elsősorban Délkelet-Ázsiában és a nyugati államokban.

## Elnevezései és etimológia
Nevének feltehető forrása a kínai Csin (Qin) dinasztia neve, ami indiai és portugál közvetítéssel jutott el Európába. A középkori olasz kiejtés nyomán lett a szókezdő hang a magyar nyelvben „k”. Egyes más elképzelések szerint a tea (茶, csa (chá)), illetve a selyem (丝, sze (sī)) szóban keresendő a szó eredete, de azt is felvetették, hogy az első kínai császár, Csin Si Huang-ti (Qín Shǐ Huáng Dì) (秦始皇帝) nevéből alakult ki.
Ami a kínai nyelvű Csungkuo (Zhōngguó) (中国) szót illeti, ez magyarul annyit tesz, mint Középső birodalom vagy Középső királyság. Ezt a nevet egyszerűen azért alkalmazták, mert saját szempontjukból érthetően az ismert világuk közepén helyezkedtek el. Azonban a jelentéstartalma a szónak folyamatosan változott a korai időszakokban: a Sárga-folyó (黄河, Huangho (Huánghó)) körüli fejlett királyságokat, később egészen a Jangce (长江, Csang-csiang  (Cháng Jiāng)) vidékéig tartó területeket, míg a Tang-dinasztia alatt az úgynevezett barbár (nem kínai) területeket is beleértették.
További, a kínai nyelvben használatos elnevezései:
- 中华人民共和国, Zhōng-huá Rénmín Gònghéguó – Kínai Népköztársaság (KNK). Hivatalos név.
- 华, Huá – Rövidítésekben, összetett szavakban jelöli Kínát és a kínaiakat.
- 中华民国, Zhōnghuá Mínguó – Kínai Köztársaság. A tajvaniak így nevezik Tajvant, de a KNK-ban nem fogadják el ezt az elnevezést.

## Földrajz
| \| India Nepál Mongólia Kazahsztán Oroszország Mianmar Észak-Korea Dél-Korea Japán Tajvan Fülöp-szk. Laosz Th. Viet- nám Csengcsou Csengtu Csungking Hangcsou Harbin Hongkong Hszian Kanton Lhásza Nanking Peking Sanghaj Senjang Sencsen Tiencsin Ürümcsi Vuhan Sárga- tenger Bengáli-öböl Csendes- óceán A l t a j Hajnan Rjúkjú- szigetek Góbi sivatag Tarim- medence Tien-san Tibeti-fennsík K u n l u n Kara- korum Himalája \| \| térkép szerkesztése \| |
| India Nepál Mongólia Kazahsztán Oroszország Mianmar Észak-Korea Dél-Korea Japán Tajvan Fülöp-szk. Laosz Th. Viet- nám Csengcsou Csengtu Csungking Hangcsou Harbin Hongkong Hszian Kanton Lhásza Nanking Peking Sanghaj Senjang Sencsen Tiencsin Ürümcsi Vuhan Sárga- tenger Bengáli-öböl Csendes- óceán A l t a j Hajnan Rjúkjú- szigetek Góbi sivatag Tarim- medence Tien-san Tibeti-fennsík K u n l u n Kara- korum Himalája                                 |
| térkép szerkesztése |

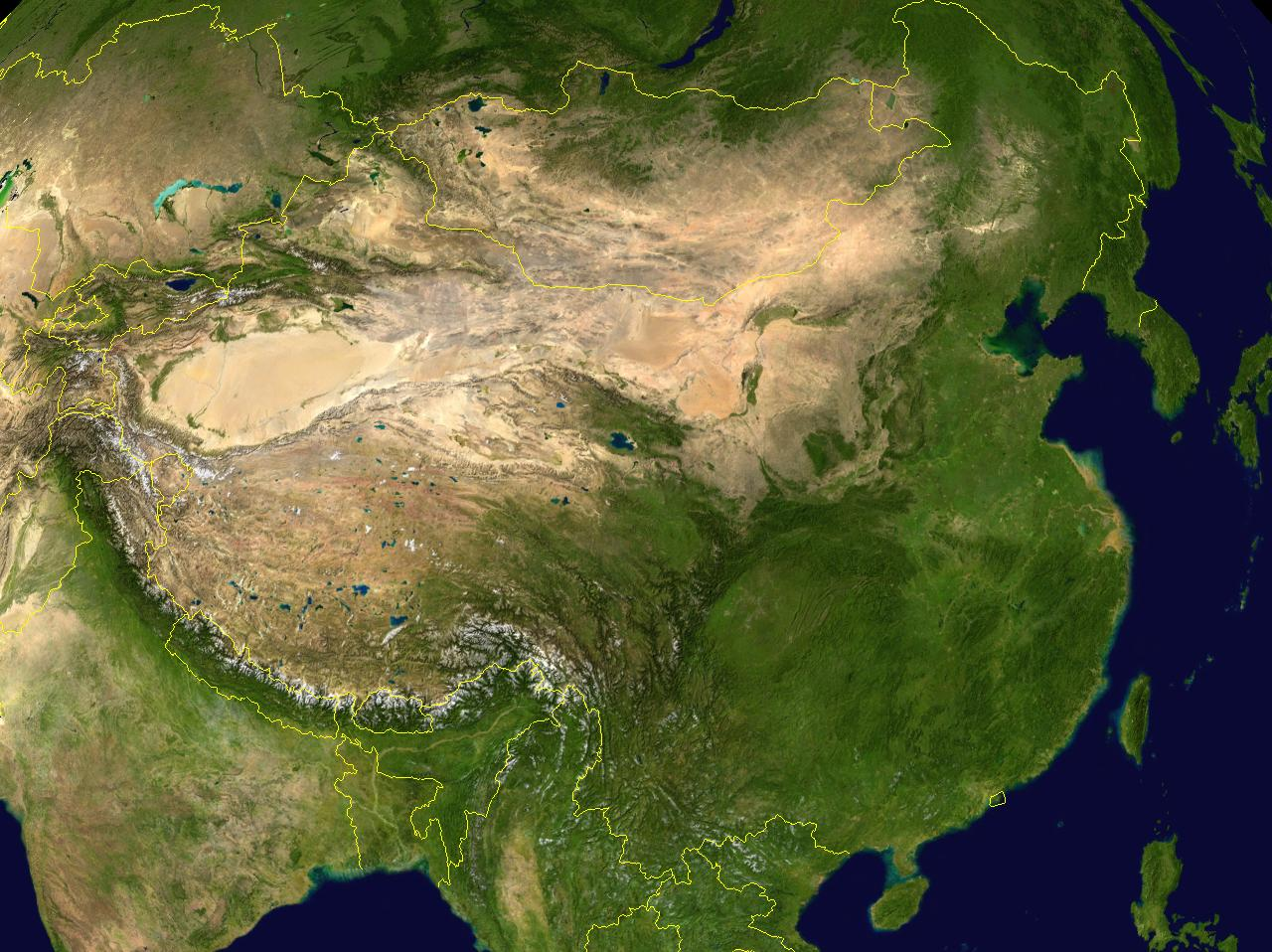
A térség műholdképe

A körülbelül Európa méretű ország a következő államokkal határos: Észak-Korea (Koreai Népi Demokratikus Köztársaság), Oroszország, Mongólia, Kazahsztán, Kirgizisztán, Tádzsikisztán, Afganisztán, Pakisztán, India, Nepál, Bhután, Mianmar (Burma), Laosz és Vietnám. A kínai szárazföldet keleten és délen a Pohaj- (渤海, Bóhǎi), a Sárga- (黃海道, Huánghǎi), a Kelet-kínai- (东海, Dōnghǎi) és a Dél-kínai-tenger (南海, Nánhǎi) szegélyezi. A kínai felségvizeken több mint 5000 sziget fekszik, amelyek közül a két legnagyobb Tajvan (台湾, Táiwān) és Hajnan (海南, Hǎinán).
Kínának lezáratlan területi vitái vannak Indiával, egy szigetcsoport hovatartozásáról Japánnal, valamint a Dél-kínai-tenger egyes szigetcsoportjainak kérdésében Délkelet-Ázsia országainak nagy részével. Egészen az 1997-es megegyezésig az orosz-kínai határnál fekvő bizonyos területek hovatartozása is vitatott volt. Az 1960-as és 70-es években a Kínai Népköztársaság (KNK) kemény, konfrontatív külpolitikát folytatott, ami véres incidensekhez vezetett a kínai-szovjet, a kínai-indiai és a kínai-vietnámi határok mentén. Az utóbbi egy-két évtizedben a KNK a viták békés rendezésének útját választotta, s a vitatott területek hovatartozásáról szakértői tárgyalásokon szándékozik megegyezésre jutni a szomszédaival. Nem egyértelmű még Tajvan helyzete: a Kínai Népköztársaság saját részeként tartja számon a Dunántúl méretű, 21 milliós lakosságú szigetet, de az de facto nem áll az ellenőrzése alatt (ld. alább).
A mai Kína területének jelentős része történelmileg nem tartozott Kínához, csak az utóbbi néhány évszázadban foglalták el a kínai császári seregek. Ilyen Nyugat- és Észak-Kína nagy, ma is főleg nemzeti kisebbségek által lakott része, például Tibet (西藏, Xīzàng) és Kelet-Turkesztán (新疆, Xīnjiāng).
Erősen leegyszerűsítve azt mondhatjuk, hogy Kína területe nyugatról keletre lépcsőzetesen lejt. Nyugaton nagyrészt magas hegységek találhatók Himalája (喜马拉雅, Xĭmălāyă), Kunlun (昆仑, Kūnlún), Tiensan (天山, Tiānshān) stb., valamint a Csinghaj-tibeti-fennsík (青藏高艕, Qīngzàng gāoyuán), innen keletre haladva egyre alacsonyabb hegységek és fennsíkok következnek, s végül az ország keleti felének nagy része alföld. Az ország szárazföldi területének több mint kétharmadát hegységek foglalják el.

### Geopolitika
Az ország geopolitikai fekvése rendkívül kedvezőtlen. 14 országgal határos, köztük olyan ellenséges potenciális nagyhatalmakkal, mint Vietnám. Tengeren két globális pénzügyi, gazdasági hatalommal osztozik: Japán és Dél-Korea, melyek a nyugati érdekszféra kelet-ázsiai vezetői, továbbá a szintén ellenséges Fülöp-szigetek. Tengerei sekélyek, ráadásul az ország infrastruktúrája, kereskedelme és gazdasága a partvidéken összpontosul, így különösen érzékeny a tengeri blokádokra. Külön kihívást jelent a Tajvan-kérdés; a sziget katonai erejét a rajta termelt csúcstechnológia biztosítja: a nyugati hatalmak védelmét élvezi. A mindössze 150 kilométerre fekvő, jól fegyverzett terület meggátolja Kínát, hogy védelmi pufferzónát építsen ki a tengeren, a Tajvani-szoros pedig a nyersanyagok és csúcstechnológia áruforgalmában okozhat zavarokat. A közelében fekvő őslakos rivális nagyhatalmak mellett állandó hátrány az amerikai katonai jelenlét is. Míg egy konfliktus esetén az óceánpajzzsal és baráti államokkal védett Egyesült Államok geopolitikai nyert helyzetből indulna, Kínának még a szomszédos ellenséges államok vagy Tajvan semlegesítése is rendkívüli erőfeszítést és veszteségeket jelentene, nemhogy egy NATO-beavatkozás feltartóztatása. Az Amerikai Egyesült Államok mellett gazdaságilag részben kölcsönös függésben áll az Európai Unióval, annak is vezető gazdasági nagyhatalmával, Németországgal.

### Domborzat
Kína legnagyobb része (mintegy háromnegyede) magashegység. Csak keleten, a tengerpartok közelében, a nagy folyók alsó szakasza mentén vannak hatalmas, termékeny alföldek. Legmagasabb pontja a Mount Everest, más néven Csomolungma (珠穆朗瑪峰, Csumulangma Feng (Zhumulangma Feng)): 8848 m, legalacsonyabb pontja pedig a Turfáni-mélyedés (吐魯番盆地, Tulufan Pendi): -154 m. Tájai:
| - Belső-Mongólia Autonóm Terület - Dél-Kínai hegyvidék - Dzsungária - Kínai-alföld | - Himalája - Jünnan-fennsík (Yunnan-fennsík) - Kunlun - Mandzsúria (Mancsou (Manzhou) | - Tarim-medence - Tien-san (Tian-shan) - Tibet |

### Vízrajz

Egy gyár levegőszennyezése

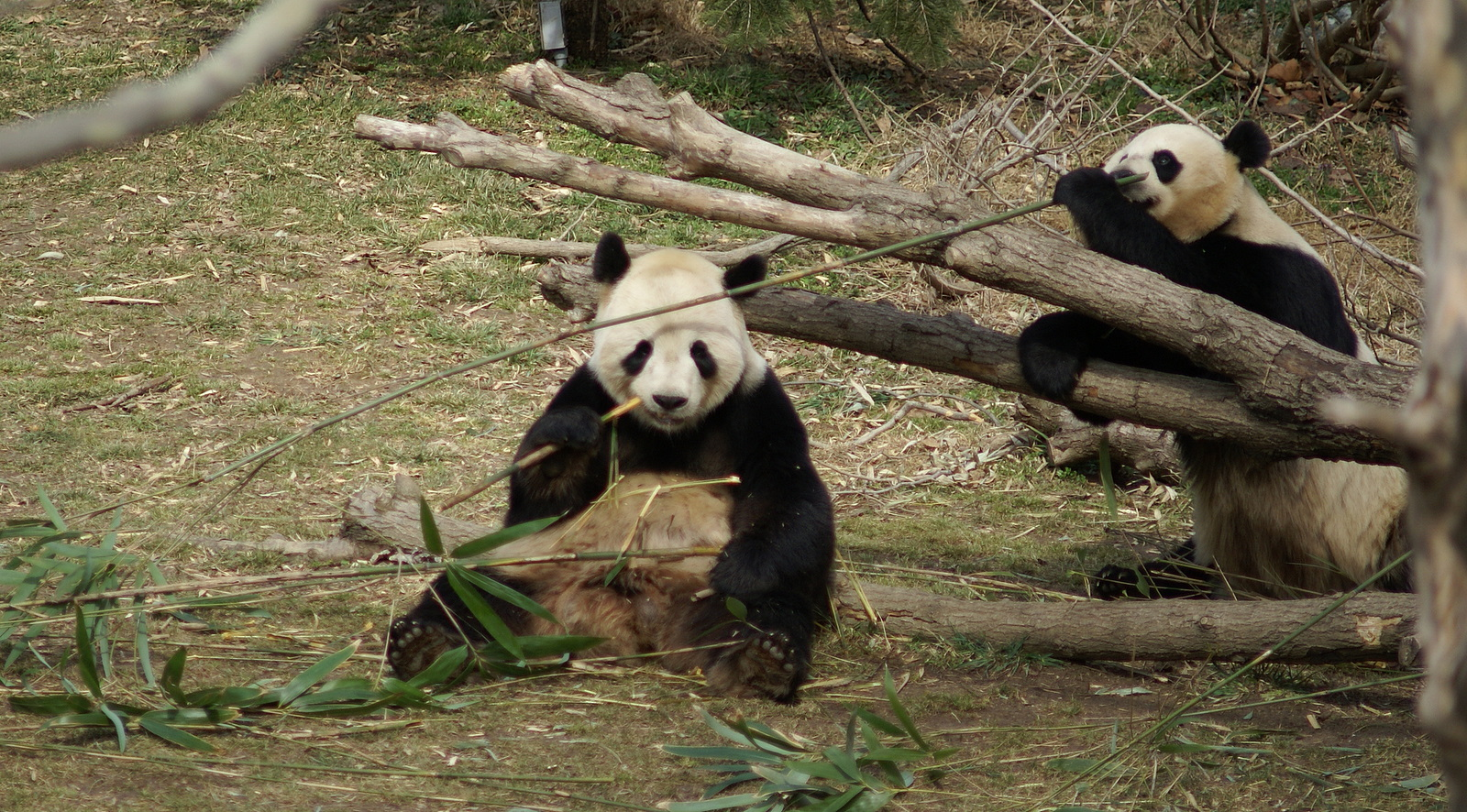
Az óriáspanda Közép- és Dél-Kínában őshonos, veszélyeztetett faj

Legnagyobb folyók: Jangce (长江, Csang Csiang (Chang Jiang)), Sárga-folyó (黄河, Huang Ho (Huang He)), Hszi Csiang (Xi Jiang) (西江), Amur (黑龍江, Hejlung Csiang (Heilong Jiang)), Szunghua Csiang (Songhua Jiang) (松花江), Brahmaputra (雅鲁藏布江, Jalu Cangpu Csiang (Yalu Zangbo Jiang)), Tarim (塔里木河, Talimu Ho (Talimu He)), Jalung Csiang (Yalong Jiang) (雅砻江), Jalu Csiang (Yalu Jiang) (鸭绿江), Indus (印度河, Jintu Ho (Yindu He)), Mekong (湄公河, Mejkung Ho (Meigong He)).
Legnagyobb tavak: Dongting-tó (洞庭湖, Tungting Hu (Dongting Hu)), Kuku-nór (青海湖, Csinghaj Hu (Qinghai Hu)), Hanka-tó, Poyang-tó (鄱阳湖, Pojang Hu (Poyang Hu)), Lop-nór, Tai-tó (太湖, Taj Hu (Tai Hu)), Nam-tó, Siling-tó, Hongcei-tó (洪泽湖, Hungcö Hu (Hongze Hu)), Hulun-tó.

### Éghajlat
Kína éghajlata a nagy területi kiterjedés miatt igen változatos. Legnagyobb része szárazföldi éghajlatú, de déli területei már a trópusi és szubtrópusi övezetben találhatók, míg északi területei a hideg övhöz fekszenek közel. A domborzatnak megfelelően Kínában jócskán találunk magashegységi, valamint sivatagi éghajlatú területeket is. Az ország déli és keleti területei monszun hatás alatt állnak: tavasszal és nyáron a Csendes-óceán felől érkező meleg monszun szelek sok csapadékot hoznak, így a nyár Kína nagy részén meleg és csapadékos. Télen viszont északnyugat felé haladva egyre szárazabb és hidegebb az időjárás. Tehát délkeleten a nyár forró és csapadékos, a tél enyhe és csapadékos, míg északnyugaton a nyár forró és csapadékos, a tél hideg és száraz. Természetesen egyes területeken a domborzat jelentősen módosítja ezeket a tendenciákat.
Az ország déli területein a szubtrópusi monszunéghajlat az uralkodó, az északi, tengerhez közeli vidékeken a nedves kontinentális, beljebb száraz kontinentális, illetve Belső-Mongólia Autonóm Terület egyes vidékein a mérsékelt övi sivatag éghajlat jellemző. A magashegységekben és Tibetben hegyvidéki éghajlat van.

### Élővilág, természetvédelem
A kínai gazdaság erősödésével párhuzamosan nőtt a környezetszennyezés, amely az egész Földre hatással van: a 2000-es évek elején hetente mintegy két új erőművet adnak át Kínában, amelyek működése a globális felmelegedési válságot is egyre fokozta. Súlyos gondot okoz a termőtalaj eróziója, a vizek és a levegő elszennyeződése. Kevés az ivóvíz, a sivatagok terjeszkednek.
A születési rendellenességgel világra jövő csecsemők aránya 2001 óta közel 40%-kal növekedett: míg 2001-ben minden 10 ezer szülésre átlagosan 104,9 testi fogyatékos eset jutott, addig 2006-ban már 145,5. A Kínában születő évi 20 millió csecsemőből 0,8–1,2 millió újszülött valamilyen születési hibával jön világra, közülük 300 ezer babánál szemmel látható a fogyatékosság.

#### Nemzeti parkjai
Kínában 187 nemzeti park található. Ezek többsége nem összefüggő területen fekszik, hanem egyenként is sok védett terület tartozik hozzájuk. Helyzetüket 1999-ben szabályozták.

#### Természeti világörökség
A lista az UNESCO világörökségi programjának kínai helyszíneit sorolja fel. Kína 2014-ben 47 világörökségi helyszínnel rendelkezett, amellyel második volt a világon. A helyszínek közül 33 kulturális, 10 természeti és 4 kulturális és természeti (vegyes) helyszín.

## Történelem
Kína a legősibb folyamatosan fennálló civilizáció. A Sárga-folyó évenkénti áradásai során lerakott termékeny hordalékon már az i. e. 6. évezredben kialakult a földművelő életmód.
A mondabeli első kínai császár Huang-ti (Huang Di), i. e. 2100-ban alapította meg az első kínai államot a mai Peking környékén. Ezután kialakult a többi kínai királyság is.
I. e. 221 táján a Csin (Qin) állam Csin Si Huang-ti (Qin Shi Huangdi) vezetésével egymás után legyőzte a többi tizenegy nagyobb fejedelemséget, létrejött az egységes kínai állam. Ez a császárság eltérő etnikumokat egyesített, de kifelé jól védhető volt: keletről a tenger, délről az áthatolhatatlan erdőségek, nyugatról a hegyek határolták. Mindössze északról volt sebezhető. A nomád népek támadásait kivédendő épült meg az i. e. 5-1. évszázad között a kínai nagy fal erődrendszer, melynek egységesítése Cseng (Zheng) császár érdeme.

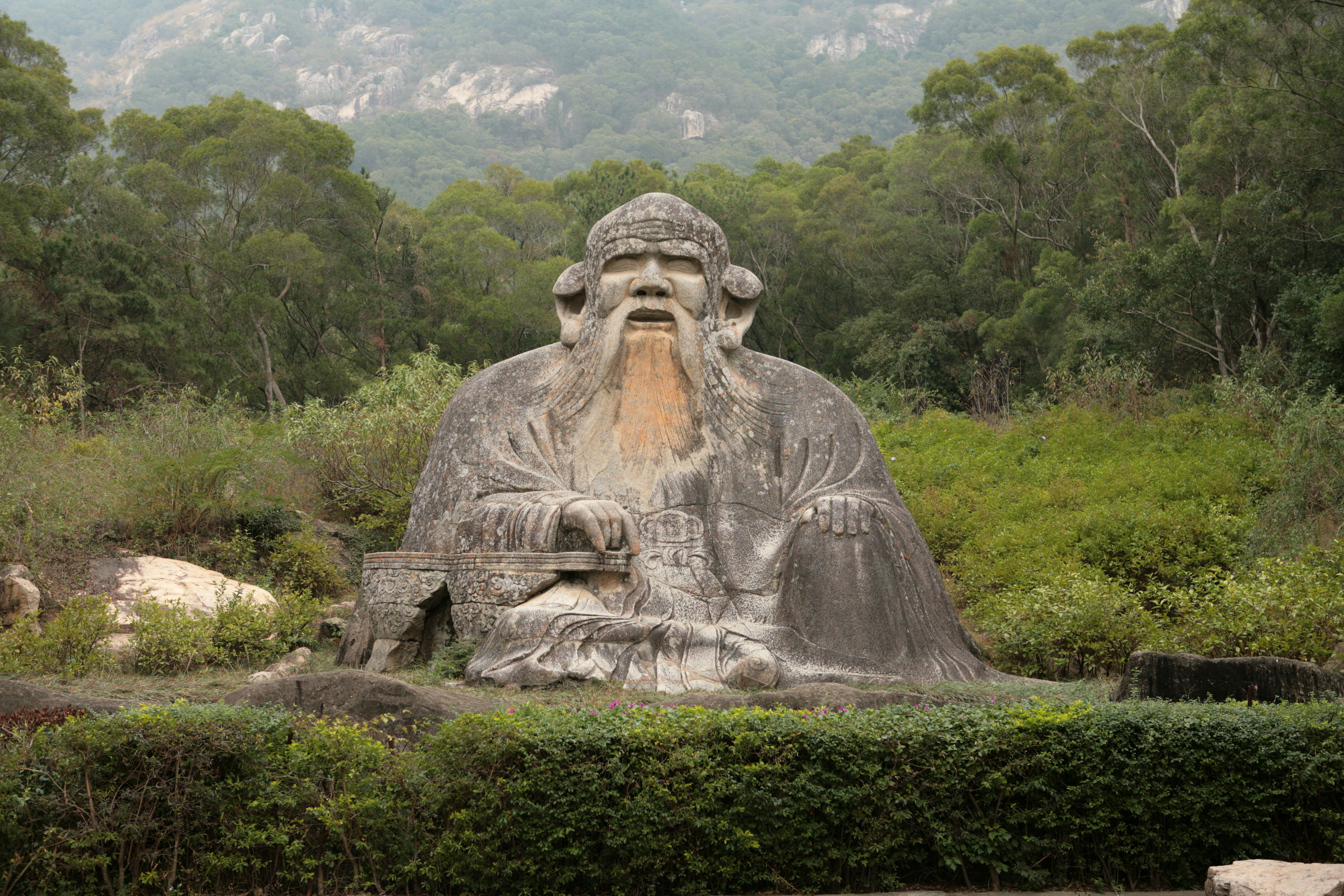
Lao-ce i. e. 6. században élt kínai filozófus szobra

A Csin-dinasztia (Qin-dinasztia), majd az azt követő Han- és Csin-dinasztia (Jin-dinasztia) uralkodása idején Kína óriásit fejlődött. A virágzásnak a hunok i.sz. 316-os hódítása vetett véget. Kína 589-ig sok részre szakadva maradt, majd 589-ben a Szuj-dinasztia (Sui-dinasztia) egyesítette. A Tang-dinasztia vezetésével 875-ig maradt egységes állam, akkor sok fejedelemségre esett szét. Ez az „öt dinasztia kora”, amely 960-ig tartott. A Szung-dinasztia (Song-dinasztia) vezetése alatt Kína újra egyesült. Az 1127-es dzsürcsi hódítással véget ért a kínai dinasztiák kora. 1279-ben Kubiláj mongol vezér lett a kínai császár, megalapította a Jüan-dinasztiát (Yuan-dinasztia). Ennek helyébe 1368-ban a kínai Ming-dinasztia lépett. Végül 1644 és 1911 között a mandzsu Csing-dinasztia (Qing-dinasztia) uralkodott. Ekkor alakult ki Kína jelenlegi határa. Elfoglalták Tajvant (Taiwan-t) és Tibetet, határszerződést kötöttek Oroszországgal. Kína a 18. század végéig terjeszkedett. Csien-lung (Qianlong) császár halála után megindult Kína bomlása.
Az 1842-es, majd 1856-60-as ópiumháborúk során Kína az egyenlőtlen szerződések révén lényegében függőségbe, félgyarmati helyzetbe került, elsősorban Angliától, de más akkori nagyhatalmaktól is. Közben az elnyomott tömegek egyre jobban lázadoztak. Az 1901-ben levert bokszerlázadás után 1911-ben polgári demokratikus forradalom döntötte meg a császárságot. Kína köztársaság lett. Ezután hamar eluralkodott a káosz, bekövetkezett a hadurak kora. Gyakran beavatkoztak külső hatalmak, elsősorban Japán és Anglia. 1925-ben polgárháború tört ki, amely 1949-ig tartott. A második világháború idején, a Japán ellen vívott háború közben is alig szünetelt a polgárháború. A nemzetközileg elismert kínai kormány élén a Kuomintang (Guomindang) (Nemzeti Párt) állott. 1949-ben a kommunisták a szárazföldről kiszorították a Kuomintang (Guomindang) pártot Tajvan (Taiwan) szigetére. Megalakult a Mao Ce-tung (Mao Zedong) vezette Kínai Népköztársaság.
1958-ban Mao Ce-tung (Mao Zedong) meghirdette a „nagy ugrást”. Az ekkor megkezdődött folyamatok az 1966–69-es kulturális forradalomban érték el csúcspontjukat.
A '70-es évektől kezdve a Maot követő Teng Hsziao-ping hatására Kína folyamatosan bontotta le merev rendszerét. Gazdaságpolitikája kapitalista jellegű lett, miközben a pártállam fennmaradt. A demokráciát követelő 1989-es diáklázadást vérbe fojtotta a karhatalom.
Csiang Cömin (Jiang Zemin) elnök, és Csu Zsung-csi (Zhu Rongji) miniszterelnök vezették az országot az 1990-es években. Az ő irányításuk alatt Kína gazdasági teljesítménye hozzávetőleg 150 millió parasztot emelt ki a mélyszegénységből és az ország átlagos GDP növekedése 11,2% volt. Az ország formálisan csatlakozott a Kereskedelmi Világszervezethez 2001-ben, és szintén magas gazdasági növekedést ért el Hu Csin-tao és Ven Csia-pao kormányzása idején is a 2000-es években. A gyors növekedés azonban súlyos hatással volt az ország természetes erőforrásaira és a környezetre, amely tüntetésekhez és személycserékhez vezetett a politikában. A 2008-ban kirobbant gazdasági világválság ellenére az életminőség továbbra is gyorsan javult az országban, viszont a központosított politikai ellenőrzés nem enyhült.

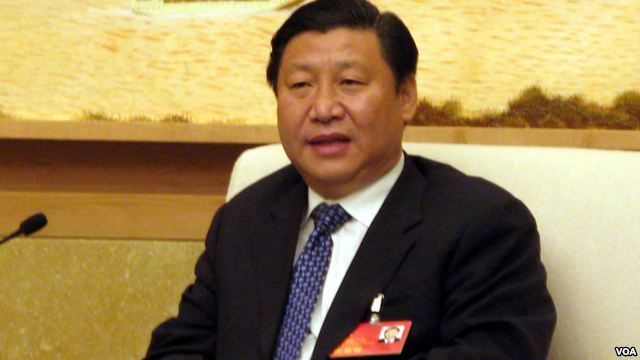
Hszi Csin-ping

2012-ben a kommunista párt vezetőségében történő változásokra utaló jelek voltak megfigyelhetők, például Vang Li-csun, Csungking polgármester helyettese bizalmas információkat szolgáltatott ki az amerikaiak részére, amely hatalmas botrányt keltett Kínában. 2012 novemberében, a KKP 18. kongresszusa során, Hu Csin-tao vezetői helyét Hszi Csin-ping vette át. A kínai kormány nagyszabású gazdasági reformokba kezdett, amely strukturális bizonytalanságokkal küzdött és a gazdaság növekedése is lelassult. Hszi–Li kormányzata jelentős reformokat ígért az egygyermekes politikával és a börtönrendszerrel kapcsolatosan. 2015. október végén a kínai kormány bejelentette, hogy eltörli a több évtizede érvényben lévő egygyermekes politikáját, és immáron egységesen kettőre emeli a megengedett gyermekek számát családonként. A népesség elöregedésének lassítása érdekében a kínai kormány 2021. május 31-én bejelentette a háromgyermekes politikát. Egy 2022 októberében tartott pártkongresszuson tovább bővítették Hszi hatalmát, kiiktatva minden korábbi nagyhatalmú pártfunkcionáriust a környezetében, az erről szóló szavazás előtt látványosan ki is vezették mellőle elődjét, Hu Csin-taot, amire nem is érkezett hivatalos magyarázat.

## Politika és közigazgatás

A Mennyei béke tere Mao Ce-tung portréjával

A Kínai Népköztársaság államszervezetét a hármas felosztás jellemzi: a kormányzati hatalom megoszlik a Kínai Népköztársaság kormánya, az Államtanács, illetve a Kínai Népi Felszabadító Hadsereg között. A legtöbb, bár nem minden, posztot a Kínai Kommunista Párt tagjai foglalnak el, a pártot pedig a Politbüro Állandó Bizottsága irányítja, egy 4-9 főből álló csoport, akik a legfontosabb döntéseket hozzák. A hatalom a legfőbb vezető, az államfő (jelenleg Hszi Csin-ping) kezében összpontosul, aki három igen fontos szervezetet vezet: a Kommunista Párt és a Központi Bizottság főtitkára, a Kínai Népköztársaság elnöke, valamint a Központi Katonai Bizottság elnöke. A Kommunista Párt helyzetét a Kínai Népköztársaság alkotmánya garantálja, míg megvalósításának eszköze az államszervezet, a hadsereg, a média és a gazdaság jelentős része felett gyakorolt közvetlen felügyelet. Az államszervezet fontos elemei az Országos Népi Gyűlés, a népköztársaság elnöke, illetve az Államtanács (a kormány). Az Államtanács tagjai az államfő, négy helyettese, öt államtanácsos, illetve 29 miniszter és az államtanácsi bizottságok vezetői.

### Alkotmány, államforma
Az alkotmány alapján az Országos Népi Gyűlés a legfelsőbb törvényhozó hatalom, minden évben két hétig ülésezik, feladata a legfontosabb politikai irányelvek, törvények, az állami költségvetés, valamint legfontosabb személyi változások megvitatása és elfogadása. A legtöbb törvényt az Országos Népi Gyűlés Állandó Bizottsága fogadja el.

### Törvényhozás, végrehajtás, igazságszolgáltatás

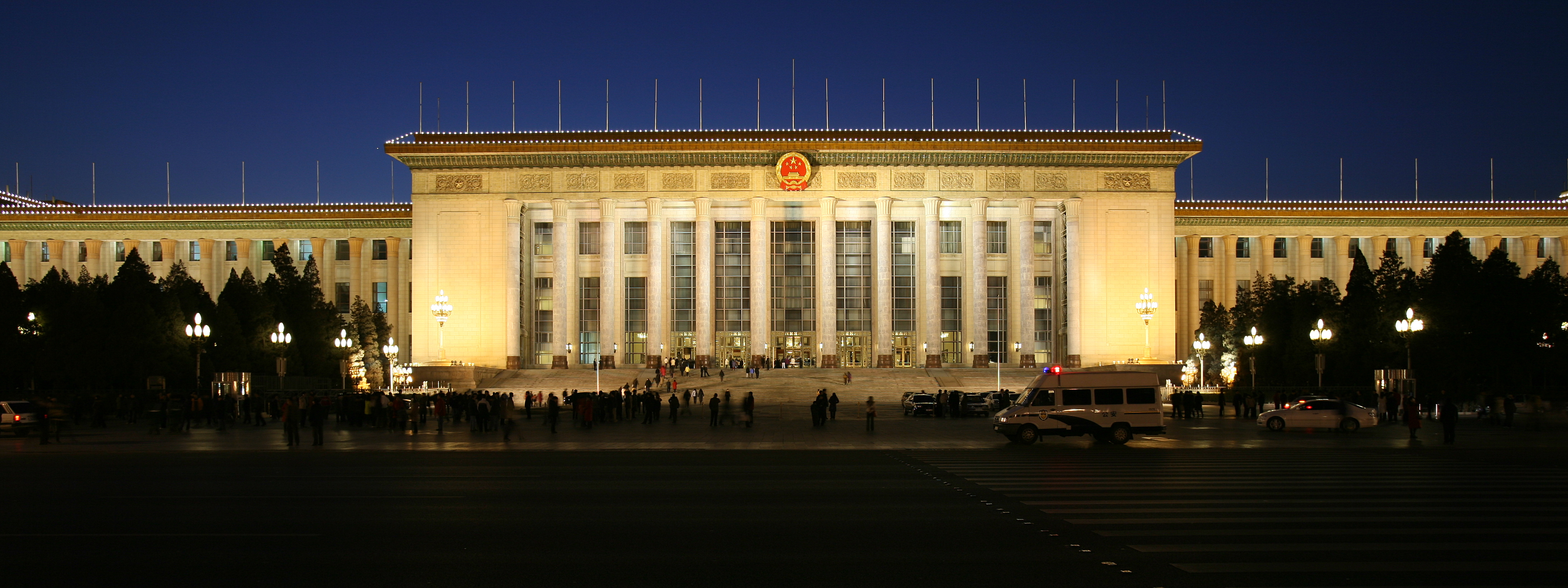
A Nép Nagy Csarnoka a fővárosban, ahol az Országos Népi Gyűlés tartja az üléseit

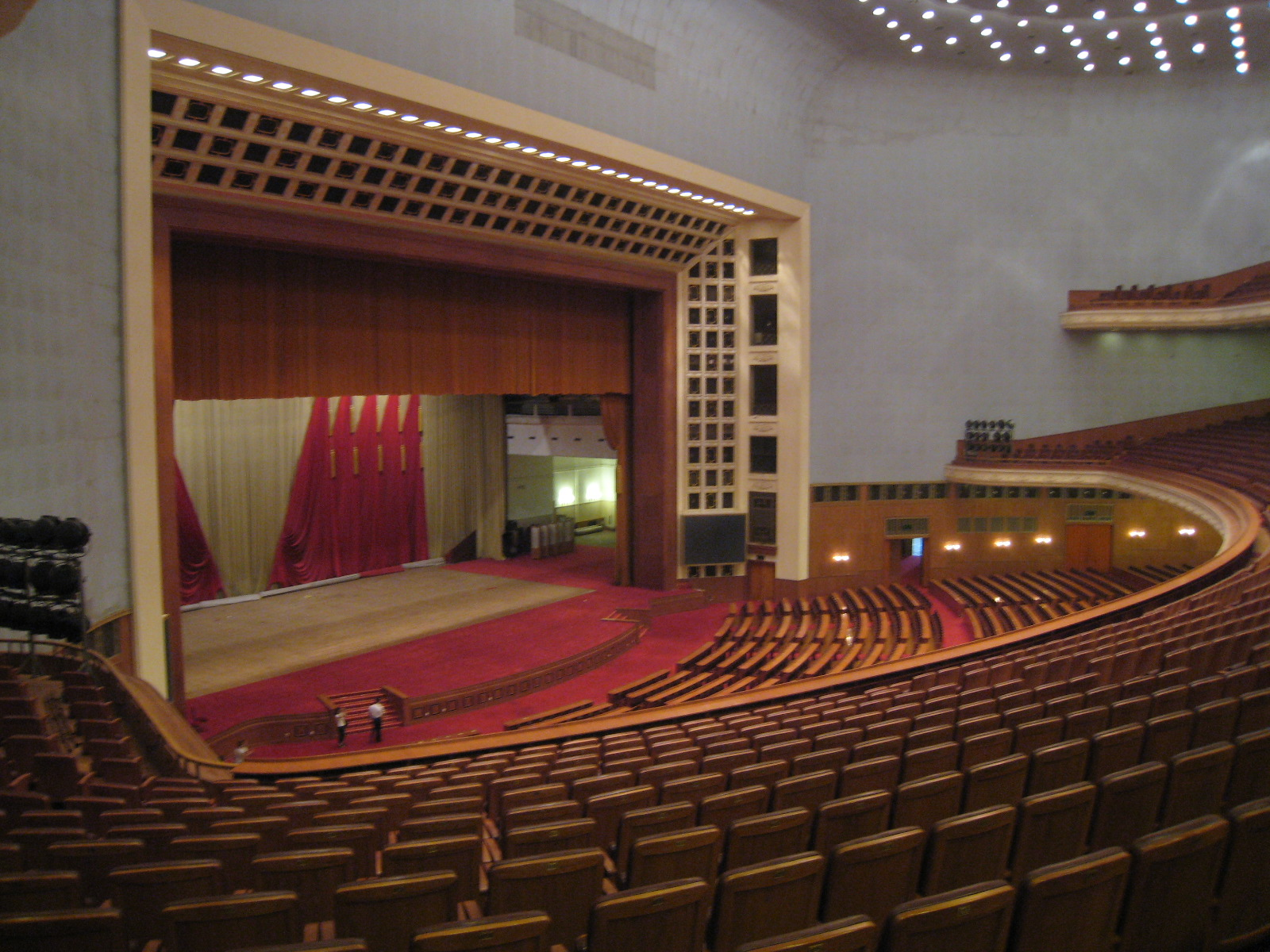
A Nép Nagy Csarnokának nagyterme

Az alkotmány szerint csak az Országos Népi Gyűlés módosíthatja az alkotmányt, hozhat törvényeket és dönthet az ország politikai élete szempontjából jelentősebb kérdésekben. Az Országos Népi Gyűlésben (ONGY) egyaránt képviselve vannak a tartományok, a központi kormányzat alá rendelt városok, a fegyveres erők választott küldöttei, valamennyi nemzetiség, „demokratikus párt” és szervezet. Az ONGY tagjait ötéves időtartamra választják meg. Évente egyszer ülésezik, ülését az ONGY Állandó Bizottsága hívja össze. Mielőtt az ONGY éves ülése megnyílik, előkészítő ülést tart, hogy megválassza az elnökséget és a főtitkárt, és hogy elfogadják a hivatalos programot. Amikor az ONGY nem ülésezik, a munkát az ONGY Állandó Bizottsága folytatja, amely felelősséggel tartozik az ONGY-nek. Az Országos Népi Gyűlésnek széles feladat- és hatásköre van. Ebbe beletartozik az, hogy módosíthatja az alkotmányt, illetve ellenőrzi annak betartását. Törvénybe iktatja és módosítja a bűncselekményekre, az állami szervezetekre és az egyéb fontosabb területekre vonatkozó alapvető szabályokat. Megválasztja a Kínai Népköztársaság elnökét és alelnökét. A miniszterelnök javaslata alapján dönt a miniszterelnök-helyettesek, az államtanácsosok, a minisztériumok és a bizottságok vezetésével megbízott miniszterek, a Legfelsőbb Ellenőrzési Főigazgatóság vezetőjének és az Államtanács főtitkárának jelöléséről. Megválasztja a Központi Katonai Bizottság (KKB) elnökét, s az elnök javaslata alapján dönt a KKB más tisztségviselőinek megválasztásáról. Megválasztja a Legfelsőbb Népi Bíróság elnökét és a Legfelsőbb Népi Ügyészség főügyészét. Felülvizsgálja és jóváhagyja a népgazdasági és társadalomfejlesztési tervet, valamint az ezek végrehajtásáról szóló döntéseket. Módosítja vagy érvényteleníti az Állandó Bizottság nem megfelelő határozatait. Jóváhagyja a tartományok, autonóm területek, közvetlenül a központi kormányzat alá tartozó városok létrehozását. Dönt a különleges közigazgatási területek felállításáról, és meghatározza az ottani rendet. Dönt háború és béke kérdéséről. Visszahívhatja, vagy felmentheti hivatalából a KNK elnökét vagy alelnökét, az Állandó Bizottság, az Államtanács és a KKB tagjait, a Legfelsőbb Népi Bíróság elnökét és a Legfelsőbb Népi Ügyészség főügyészét.

### Politikai pártok

A Kínai Kommunista Párt zászlaja

Kínában a legfontosabb politikai szervezet a Kínai Kommunista Párt (KKP, Csungkuo Kungcsantang (Zhongguo Gongchandang)). A KKP-n kívül még nyolc politikai párt és nyolc jelentősebb népi szervezet működik. Ezek a szervezetek részt vesznek az állam irányításában. A párt jellegű szervezetek közé tartozik a Kuomintang (Guomindang) Kínai Forradalmi Bizottsága, amely 1948 januárjában alakult. Jelenleg több mint ötvenháromezer tagot számlál, akik nagyobbrészt a korábbi Kuomintang (Guomindang) tagjai voltak, illetve akiknek történelmi kapcsolataik vannak a Kuomintanggal (Guomindanggal). A Kínai Demokratikus Ligát 1941 októberében alapították. Az eredeti neve Demokratikus Politikai Csoportok Ligája volt. Jelenlegi nevét 1944 szeptemberében vette fel. Ma több mint százharmincezer tagja van, akik kulturális és oktatási körökből kikerült értelmiségiek. A Kínai Demokratikus Nemzetépítés Társaságát 1945 decemberében alapították. Tagsága főként a korábbi hazai gyáriparosokból és üzletemberekből áll. Jelenleg hatvankilencezer tagja van. A Demokráciát Előmozdító Kínai Társaságot 1945 decemberében alapították, tagjai főleg az oktatási, a kulturális, a tudományos és a kiadói területeken dolgozó értelmiségiek közül kerültek ki. Jelenleg hatvanötezer tagot számlálnak. A Kínai Demokratikus Paraszt-Munkás Pártot 1930 augusztusában hozták létre. Eredetileg a Kuomintang (Guomindang) Ideiglenes Akcióbizottságának hívták. 1935-ben Kínai Országos Felszabadítási Akcióbizottságra változtatta a nevét, jelenlegi nevét 1947 februárjában fogadták el, tagjai az egészségügy, a kultúra és az oktatás, illetve a tudomány és a technika területén működnek. Jelenleg több mint hatvanötezer tagjuk van. A Kínai Cse Kung (Zhi Gong) Pártot 1925 októberében alapították. Tagjai nagy része hazatért tengerentúli kínai. Jelenleg tizenötezer tagja van. A Csiuszan (Jiusan) (Szeptember 3.) Társaságot 1944 decemberében alapították. Tagjai javarészt a tudomány, a technika, a kultúra és az oktatás, illetve az egészségügy területén dolgozó értelmiségiek. A Taiwani Demokratikus Önkormányzati Ligát 1947 novemberében alapították. Tagjai nagyobbrészt Tajvanon született, de jelenleg a szárazföldön élő kínaiak. Ezerhatszáz tagjuk van.

### Jogállamiság
A Freedom House 2022-es jelentése az országot a »nem szabad« kategóriába sorolta. Kína tekintélyelvű rezsimje az elmúlt években egyre inkább elnyomóvá vált. A kormányzó Kínai Kommunista Párt (KKP) továbbra is szigorú ellenőrzést gyakorol az élet minden területe felett, beleértve az állami bürokráciát, a médiát, a vallásgyakorlatot, az egyetemeket, a vállalkozásokat és a civil társadalmi egyesületeket. A KKP vezetője, Hszi Csin-ping olyan mértékben megszilárdította személyes hatalmát, amilyenre Kínában évtizedek óta nem volt példa.
A politikai rendszert az államhatalom koncentrációjának lenini elve jellemzi, az Országos Népi Gyűlés (NPC) pedig formálisan a legmagasabb hatalmi szerv. Elvileg minden állami szerv, a végrehajtó hatalom és az igazságszolgáltatás központi szinten, valamint helyi szinten az NPC, illetve a helyi népi kongresszusnak tartozik felelősséggel. Az alkotmányos keretek tehát nem hozzák létre a hatalmi ágak szétválasztásának rendszerét. Mivel az alkotmány szerint a KKP a legfelsőbb kormányzó, ez irányítja az állami intézményeket, az NPC és a helyi Népi Kongresszusok pedig a KKP irányelvei és ellenőrzése alá tartoznak. Bár a jogállamiságot az alkotmány rögzíti, a KKP továbbra is a törvények felett áll. Ezért a fékek és ellensúlyok rendszere nem létezik.
Bár a Kínai Kommunista Párt az országot „szocialista, konzultációs demokráciaként” nevezi, a nemzetközi politikai elemzők általában autoriter, egypárti, tömeges megfigyelést alkalmazó diktatúraként jellemzik.

### Emberi jogok
Az alkotmány szavak szintjén garantál bizonyos állampolgári jogokat, mint például a szólás-, sajtó-, gyülekezési, egyesülési, tüntetési, vallási, személyi és így tovább; mindazonáltal a KKP és az állami szervek beavatkoznak e jogokba. Szigorú korlátozásokat alkalmaznak az internethez való hozzáférésnél, a sajtószabadságnál, a gyülekezési szabadságnál, a gyermekvállalásnál, a társadalmi szervezetek alakítása és a vallásszabadság terén.
A vallási/lelki csoportosulásokat, mint például a „földalatti” protestáns egyházakat és a pápához hű katolikus közösségeket nem tolerálják a hatóságok, és a vallási aktivistákat gyakran üldözik.
A 2010-es években felerősödött a kormány és a vallási csoportok közötti feszültség, valamint a vallásüldözés. 
Az Ausztrál Stratégiai Politikai Intézet (ASPI) nevű agytröszt szerint a hatóságok 2017 és 2020 között mecsetek ezreit rombolták le Hszincsiangban. Elterjedt a foglyok rossz bánásmódja, fizikai bántalmazása és kínzása. Hszincsiangban a megfigyelés ideje alatt több millió polgárt tartottak fogva „átnevelő táborokban” a „vallási szélsőségesség” ellen.
Az etnikai kisebbségeket politikailag és gazdaságilag diszkriminálják, mivel a közéletet a han kínaiak uralják. 2020-ban nyilvános jelentések részletezték, hogyan sérti meg a kormány az emberi jogokat az ujgurokkal szemben.
A visszaélések közé tartozik a kényszermunka, az önkényes fogvatartás, a kényszerabortusz és a sterilizáció, továbbá a kulturális örökségük elpusztítása is, de sok szervezet szerint „népirtást és emberiség elleni bűncselekményeket” követnek el az ujgur etnikai csoport ellen.
A rendszerkritikusokat még szabadulásuk után is törvényen kívüli fogva tartásnak, zaklatásnak és kínzásnak vetik alá.
Az emberi jogok megsértéséről érkeztek jelentések Vuhan város 2020 eleji lezárása során, tömeges karanténtermekbe kényszerített fogva tartásról, valamint az olyan személyeket, akik megtagadták a parancsok teljesítését, időnként megverték vagy más módon bántalmazták.
Arra is volt példa, hogy egy egyszerű helyi humoristát büntettek jelentős pénzbírsággal azért, mert az egy műsorában a hatalom szerint a kínai néphadseregen gúnyolódott, amit a kínai törvények tiltanak.
Kína vezetése az emberi jogok helyzetével kapcsolatos külföldi kritikákat a „belügyeibe való beavatkozás” ürügyén elutasítja.

### Közigazgatási beosztás
Kína 23 tartományból (省) (Tajvant (Taiwan-t) (台湾) is számítva), 5 autonóm területből (自治区), 4 tartományi jogú városból (直辖市) és 2 különleges igazgatású területből (特别行政区) áll.
Érdekesség, hogy Kína hatalmas területe ellenére mindössze egy időzónát használ (GMT+8:00), bár korábban öt is volt neki, de 1949 után Mao Ce-tung parancsba adta, hogy „a nemzet megbonthatatlan egységének kifejezéseképpen” onnantól egész Kína a pekingi idő szerint működjön. Ennek következtében a nyugatabbi tartományok hivatalos ideje nyugat felé egyre jobban eltér a szoláris időtől, amitől az ottani élet és ügymenet kissé sajátos ritmust volt kénytelen felvenni: a napszakok jóval később kezdődnek az óra állásához képest, ami befolyásolja a munkahelyek és közintézmények működését is, melyek mind időben később kezdenek és fejezik be a napi tevékenységeiket.

## Népesség

A Hejho-Tengcsung (Heihé-Téngchong)-vonaltól keletre, a piros színű területen él a lakosság több mint 90%-a

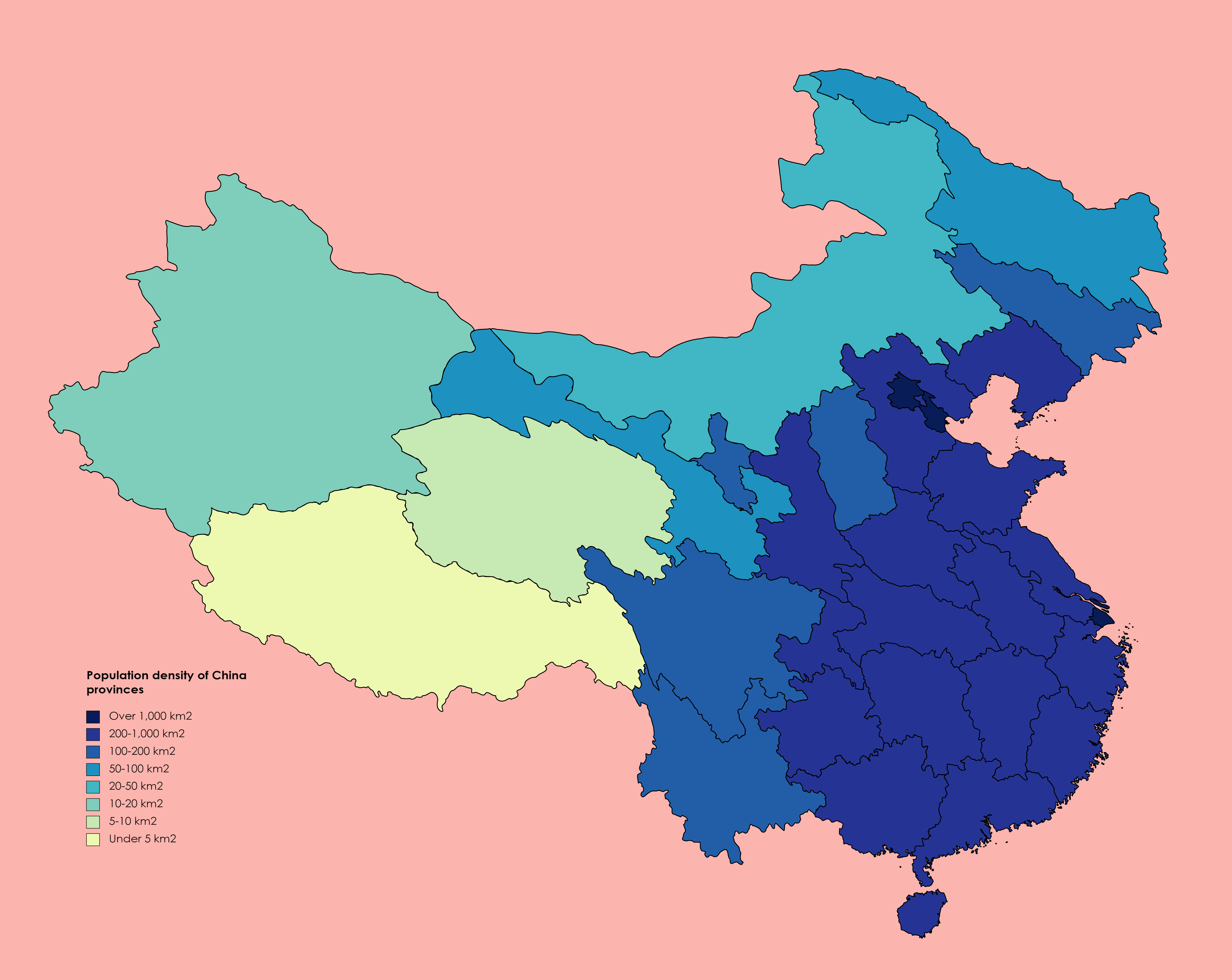
Kína népsűrűsége 2020-ban

### Általános adatok
| Lakosok száma | 1 359 755 102 | 1 367 480 264 | 1 375 198 619 | 1 382 793 212 | 1 390 110 388 | 1 397 028 553 | 1 403 500 365 | 1 409 517 397 | 1 443 497 378 | 1 442 965 000 |
|               | 2010          | 2011          | 2012          | 2013          | 2014          | 2015          | 2016          | 2017          | 2020          | 2021          |

Kínában él a Föld népességének több mint 1/5-e, igen egyenlőtlen eloszlásban, az ország délkeleti 1/3-a tömöríti a lakosság 85%-át. A tengerparton több mint 400 fő/km² felett van a népsűrűség, míg Tibet népsűrűsége csupán 2 fő/km².
Kína népessége napjainkban már túllendült a csúcson, a 2017-es 1 milliárd 400 milliós lakosságszám mára már enyhén csökkenő tendenciát mutat, a 2021 júliusi becsült lakosságszám 1 397 898 000 fő.
2023 elején a kínai statisztikai hivatal közlése szerint 2022 végére 850 ezer fővel csökkent az ország lakossága az előző évhez képest, amivel a Mao-korszak óta először ismertek el népességfogyást, mi több ekkora mértékű csökkenést utoljára a Mao „nagy ugrása” miatt bekövetkező éhínség okozott. A legfőbb okok az egykepolitika, illetve a változó társadalmi szokások: az egykepolitika miatt sok gyerek, főleg lányok nem születtek meg, ennek 2016 utáni felhagyásával meghozott többgyermekes támogatások viszont nem fedezik a gyermekvállalások tényleges költségeit, másrészt a fiatalok számára kiüresedő „hagyományos családi értékek” és a nők jogainak hiányosságai sem ösztönzik a családalapítást. A kormány a nők jogait felülvizsgálva ugyan biztosítékokat vezetett be a nőkkel szembeni szexuális zaklatás és munkahelyi megkülönböztetés ellen, de bevezetett egy listát a nők számára betartandó erkölcsi normákról is, beleértve a „társadalmi erkölcs, a szakmai etika és a családi értékek tiszteletben tartását”. Ehhez jött a Covid19-pandémia 2019-es megjelenése, ami további elnapolásra késztette sokak gyermekvállalási szándékát. A fejleményekből az látszik, hogy Kína népessége a következő évtizedek során szintén elöregedést fog mutatni.
Az ENSZ 2023. április 19-én jelentette be, hogy a rendelkezésre álló adatok szerint India népessége megelőzte Kínáét, amely így a második helyre szorult.

### Etnikai megoszlás
Kína lakosságának kb. 92%-a kínai, azonban ez a népcsoport nem egységes, jelenleg a Kínai Népköztársaságban 56 népcsoportot tartanak számon. Mindezek közül a legjelentősebb a han népcsoport, amely Kína lakosságának zömét adja. Több népcsoportot ide soroltak be és erőszakosan sinizálták őket.

### Nyelvi megoszlás
Az ország hivatalos nyelve a mandarin, de további nyelvjárások is jellemzőek (ezek közül a legismertebb a kantoni).
Bővebben: Kínai nyelv
Az országban 55 nemzeti kisebbséget tartanak nyilván, ezek közül a muszlim hujok és a mandzsuk a kínai nyelvet és írást használják, a többieknek saját nyelvük, 23-nak nemzeti írása van. A legfontosabb honos nyelvek a belső-mongóliai mongol nyelvek és a török nyelvcsaládhoz tartozó ujgur.

### Vallás
Kína kormánya hivatalosan is támogatja az ateizmust, és ennek érdekében vallásellenes kampányt folytat. Az országban a vallási ügyeket és kérdéseket külön hivatal felügyeli. A vallásszabadságot bár az alkotmánya garantálja, de a hivatalos jóváhagyással nem rendelkező vallási szervezetek állami üldöztetésnek lehetnek kitéve.

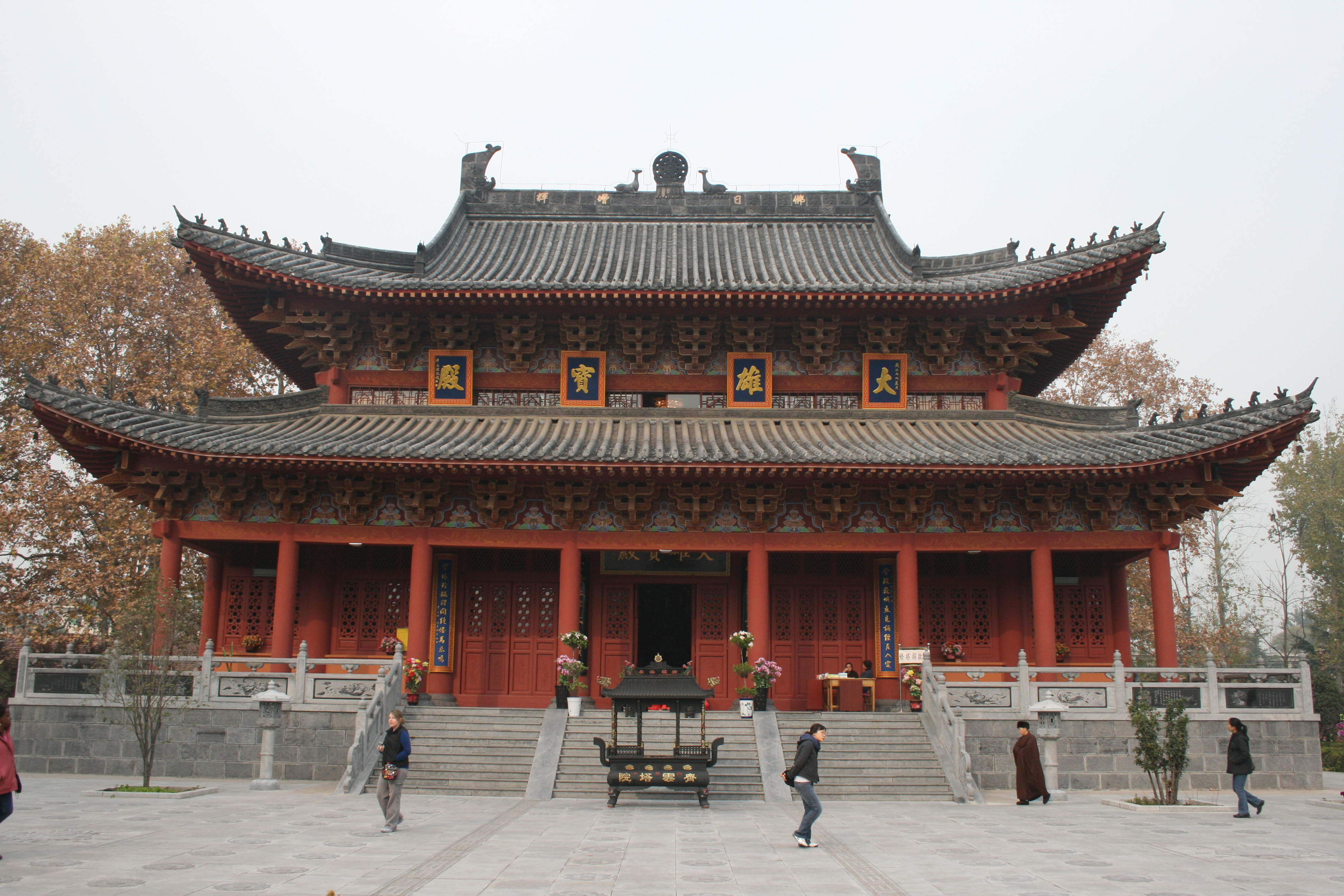
Buddhista templom Honan tartományban

A kormány hivatalosan öt vallást ismer el: a buddhizmust, a taoizmust, a katolicizmust, a protestantizmust és az iszlámot.
A kínaiak között a legelterjedtebb a népi vallás, amely egy keveréke a vallásos és nem-vallásos gyakorlatoknak, és megtalálhatók benne a buddhizmus, a taoizmus, a konfucianizmus elemei; magába foglalja a shen (szellemek) és az ősök tiszteletét, a démoni erők ördögűzését stb.
Az emberek felekezeti megoszlásáról igen eltérő felmérések születtek, ez alapján:
- agnosztikus és ateista – 30-50%;
- kínai népi vallású – 22-30%;
- buddhista – 14-18%;
- keresztény – 2-5%
- muszlim közel 2% – elsősorban az ország ÉNy-i részén és a nagyvárosokban;
- a csekély maradék egyéb.

## Gazdaság

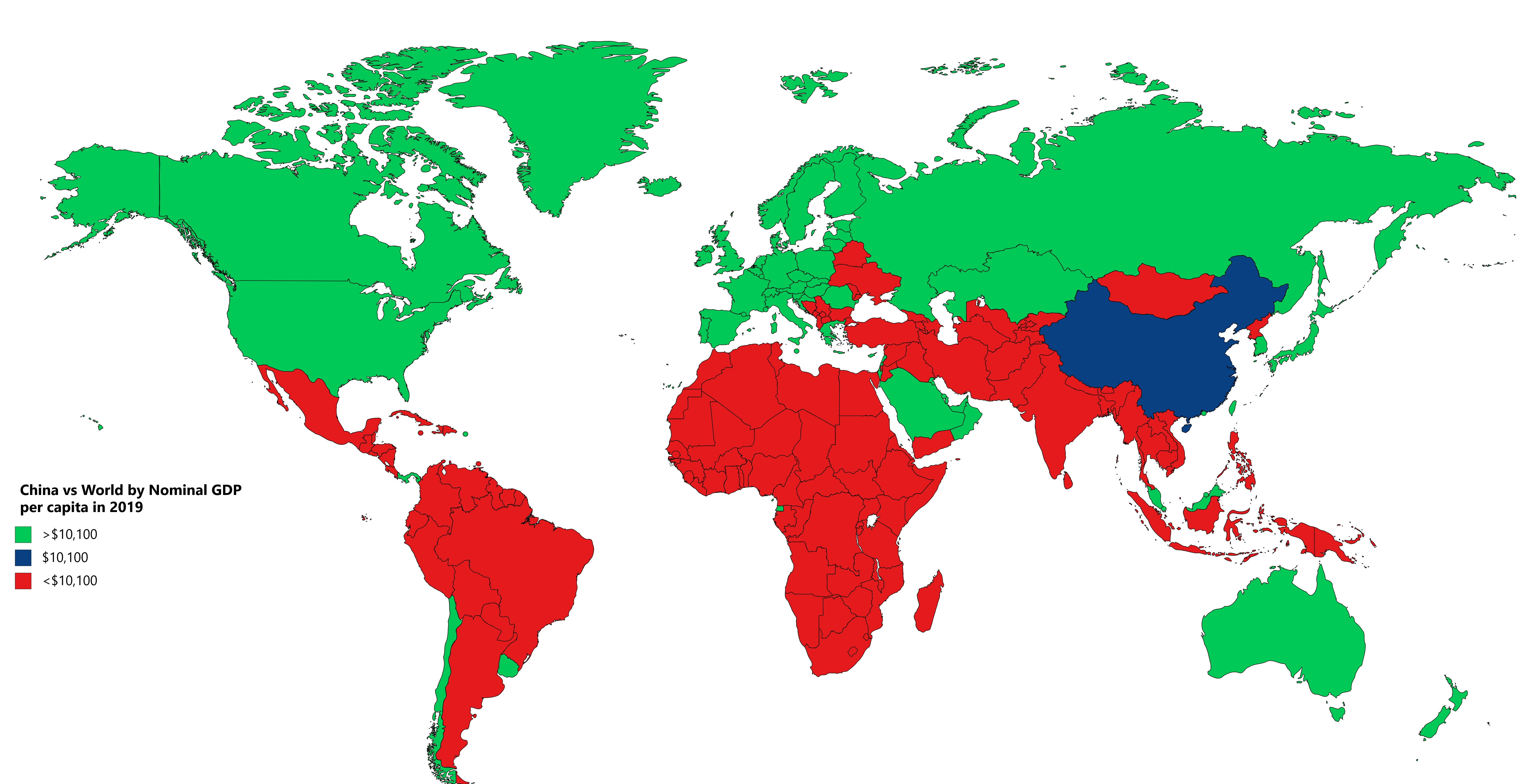
Az országok GDP/fő-je (nominális) összevetve Kínáéval, 2019-ben. A pirossal jelzett országoké ennél alacsonyabb, a zöldeké magasabb

1978-tól kezdve a Kínai Kommunista Párt folyamatos lépéseket tett a tervgazdaság piacgazdasággá alakításáért. A mezőgazdaságban felhagytak a korábbi erőszakos kollektivizálással, helyette áttértek az állami gazdaságokra. A szolgáltatásban és a könnyűiparban megjelenhetett a magánszféra, amely az ország meghatározott területein egyben külföldi vállalkozók odatelepülését is jelentette. A párt befolyását a gazdaság minden területén csökkentették, a helyi hatóságok, illetve a vállalatok vezetősége kapta kézbe az irányítást. Így Kínában létrejött a szocialista piacgazdaság.
Ez a gazdaságpolitika meghozta a gyümölcsét: 20 év alatt megnégyszereződött az ország GDP-je. Kína jelenleg a világ második gazdasági potenciálja, amelyet elsősorban nagy lakosságának köszönhet (1,3 milliárd fő), miközben még mindig csak kb. 6000 dollár jut egy kínai lakosra. A kínai gazdaság minden évben jelentősen gyarapszik, évente 8–11%-kal nő a GDP, amely ha folyamatos marad, Kína hamar jelentős gazdasági térséggé nőhet óriási piaccal. A 2000-es évek elején Kína vált a világ 3-4. legnagyobb gazdaságává.
2014-ben - a Nemzetközi Valutaalap adatai alapján – Kína nemzeti össztermékének reálértéke 17,6 ezer milliárd dollár, míg az Amerikai Egyesült Államoké 17,4 ezer milliárd dollárt tesz ki. Gazdasági fejlettségben megközelítette az Amerikai Egyesült Államokat. Ennek ellenére az országos szintű, egy főre jutó átlagjövedelem nem éri el a világátlagot.

### Általános adatok
Államformája: népköztársaság. 1911. december 31-ig császárság, 1912. január 1-jétől köztársaság volt, 1949. október 1-jétől népköztársaság.
- A GDP összetétele 2014-ben, származási szektor szerint: mezőgazdaság: 9,2%, ipar: 42,6%, szolgáltatások: 48,2%.
- A lakosság foglalkozása (2012-ben): mezőgazdaság: 33,6%, ipar: 30,3%, szolgáltatások: 36,1%.[69]

### Gazdasági ágazatok

#### Mezőgazdaság

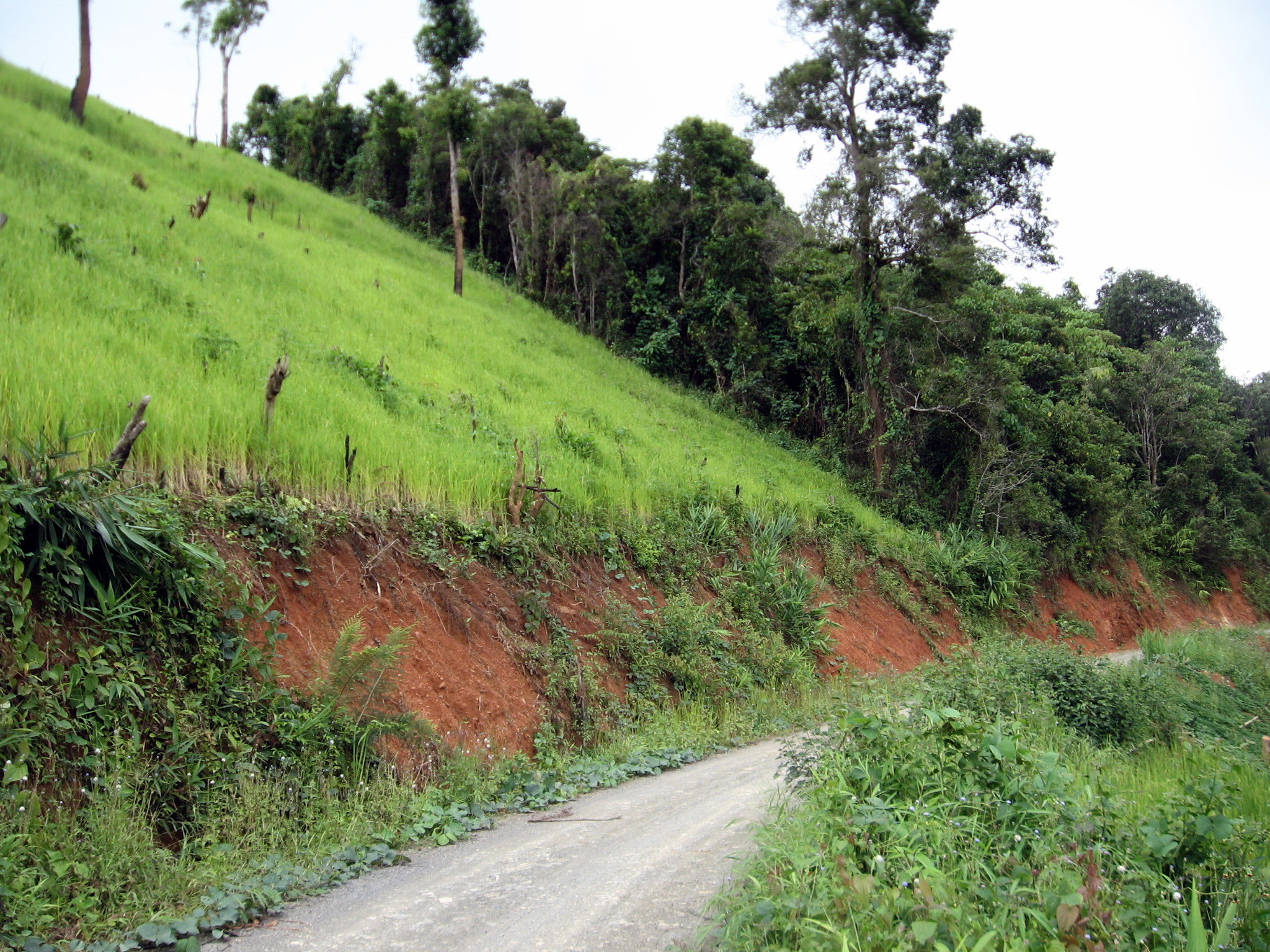
Egy kiirtott erdő helyén rizst termesztenek a hegyoldalban Jünnan tartományban

A nagy tengerszint feletti magasság, illetve a szárazság miatt az ország területének több mint 1/3-a terméketlen. Kína termőföldjei már alig bővíthetők, sőt az építkezések és a talajpusztulás miatt lassan fogyatkoznak. 
A szűk mezőgazdasági potenciált jelzi, hogy a Föld szántóterületének 7%-ról kell biztosítani a kínaiak élelmezését, akik a világnépesség 22%-át teszik ki.
A kínaiak szinte minden talpalatnyi földet megművelnek. A szántóföldek a hegyek oldalán kialakított teraszokra is felnyúlnak. 
Az összes szántó felét öntözik, ez a száraz belső országrészben mindenfajta művelés előfeltétele, keleten az árasztásos rizstermesztést, a Lösz-fennsíkon és a Kínai-alföldön pedig az aszály kockázatának csökkentését szolgálja.
Az élelmezésben kiemelkedő a rizs termesztése, amely a kínaiak legfontosabb kenyérgabonája. A melegebb délkeleti tájakon évente kétszer, néhol háromszor is beérik.
| Nyugat-Kína | A magas hegyvidékek, a kietlen fennsíkok és száraz medencék területe. A mezőgazdaság fő ága itt a nomád-félnomád állattenyésztés: juh, ló, teve, jak A szárazság miatt csekély növénytermesztés jellemző, elsősorban északon: köles, árpa, cukorcirok (Sorghum saccharatum). Tibet területén mezőgazdaság csak a völgyekben van. |
| Kelet-Kína  | Délen, a szubtrópusi monszunterületek legfontosabb termesztett növényei: rizs, tea, gyapot, cukornád, zöldségfélék, olajos magvak (földimogyoró, repce, tungaolaj-aleurites), déligyümölcsök. A szántókon főleg élelmiszernövényeket termesztenek, a takarmánynövényeknek alig jut hely. A Kínai-alföld nedves kontinentális tájain a fő termények: búza, kukorica, szója. További termények: köles, burgonya, földimogyoró. Jellegzetes növénye még a sokféleképpen hasznosítható cukorcirok. |

Kínában tartják a világon a legtöbb sertést és baromfit. A szarvasmarhát és bivalyt igaerejéért tartják. A selyemhernyó-tenyésztés közel 4 ezeréves múltra tekint vissza. Főleg az ország déli részén foglalkoznak vele, ahol a táplálékául szolgáló eperfa él.

#### Ipar

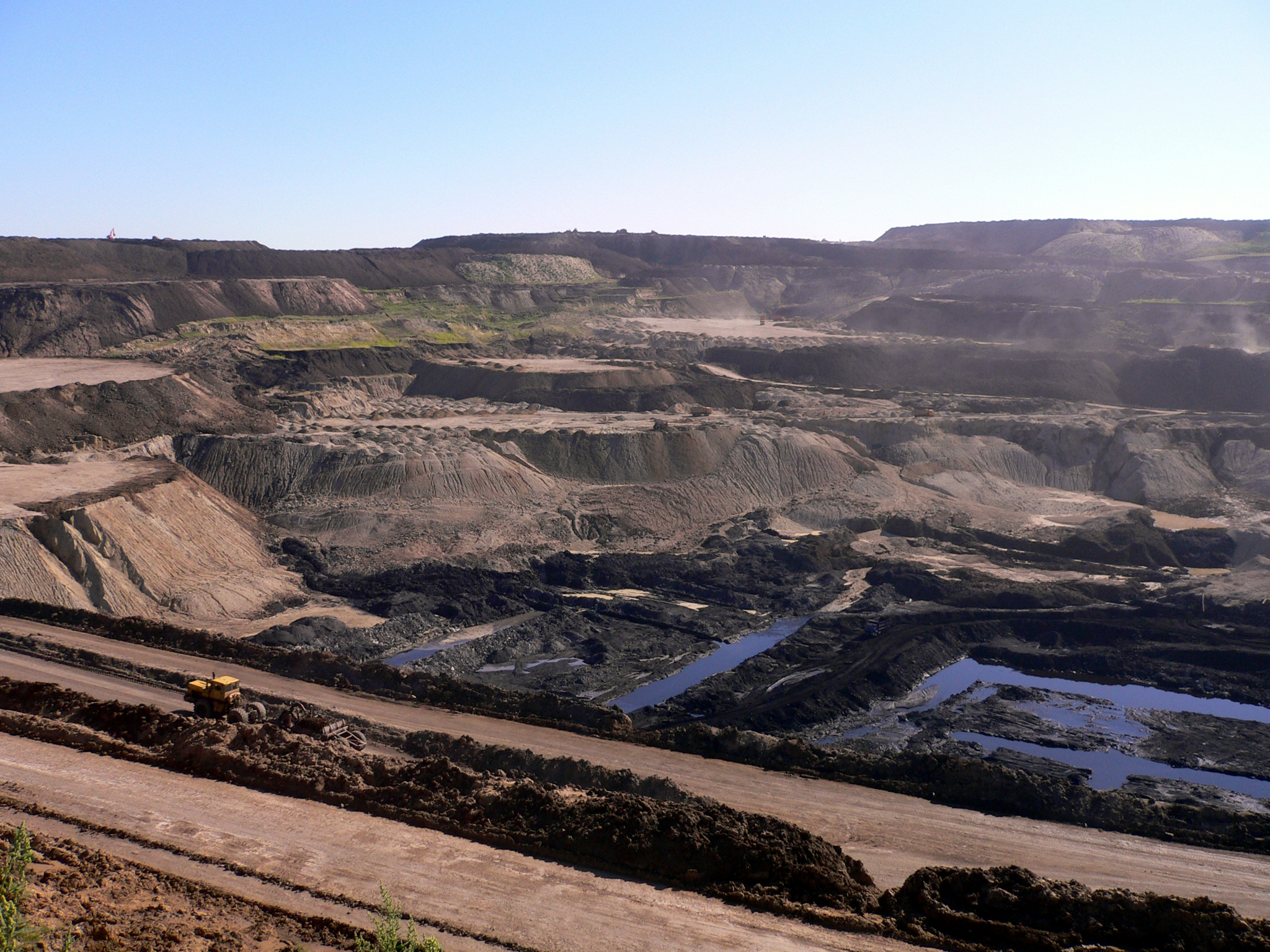
Külszíni szénbányászat Hailar mellett

A 21. század elején a gépgyártás adja az ipar termelési értékének több mint felét és foglalkoztatja a munkások mintegy 1/3-át. A foglalkoztatási szektorban a második helyen a textil- és ruházati ipar áll, majd a vegyipar és élelmiszeripar következik.
- Textil- és ruházati ipar: A tengerparti régió Sanghaj, Kanton, Hongkong, Qingdao, Tiencsin, Weihai stb.
- Elektronika: Sanghaj (Shanghai), Peking („kínai Szilícium-völgy”), Hongkong (Hong Kong).
- Elektrotechnika: Harbin
- Autógyártás: Sanghaj (Shanghai), Kanton (Guangzhou), Tiencsin (Tianjin), Csungking (Chongqing).
- Gépgyártás: Hongkong, Sanghaj (Shanghai), Tiencsin (Tianjin), Peking, Senjang (Shenyang), Kujjang (Guiyang).
- Vasúti járműgyártás: Dalian, Changzhou.
- Vegyipar: Peking, Sanghaj (Shanghai), Kaohsziong (Gaoxiong) (Tajvan (Taiwan)), Talien (Dalian), Tajjüan (Taiyuan).
- Vaskohászat: Peking, Sanghaj (Shanghai), Kaohsziong (Gaoxiong), Csungking (Chongqing), Tajjüan (Taiyuan).
- Színesfémkohászat: Sanghaj (Shanghai), Shenyang, Kaohsziong (Gaoxiong), Kunming, Hszian (Xi'an), Tajjüan (Taiyuan).
- Alumíniumkohászat: Xian, Fushun, Harbin, Guiyang, Qinhuangdao.
- Hajógyártás: Sanghaj (Shanghai), Dalian, Kanton, Kaohsziong (Gaoxiong).
- Repülőgépgyártás: Xian, Shenyang és Chengdu.
- Kerámiaipar: Jingdezhen, Jixing, Jiangxi, Boshan.

Az ország hatalmas területe gazdag ásványkincsekben pl: feketekőszén, vasérc, bauxit, rézérc, mangánérc, arany, földgáz, kőolaj.

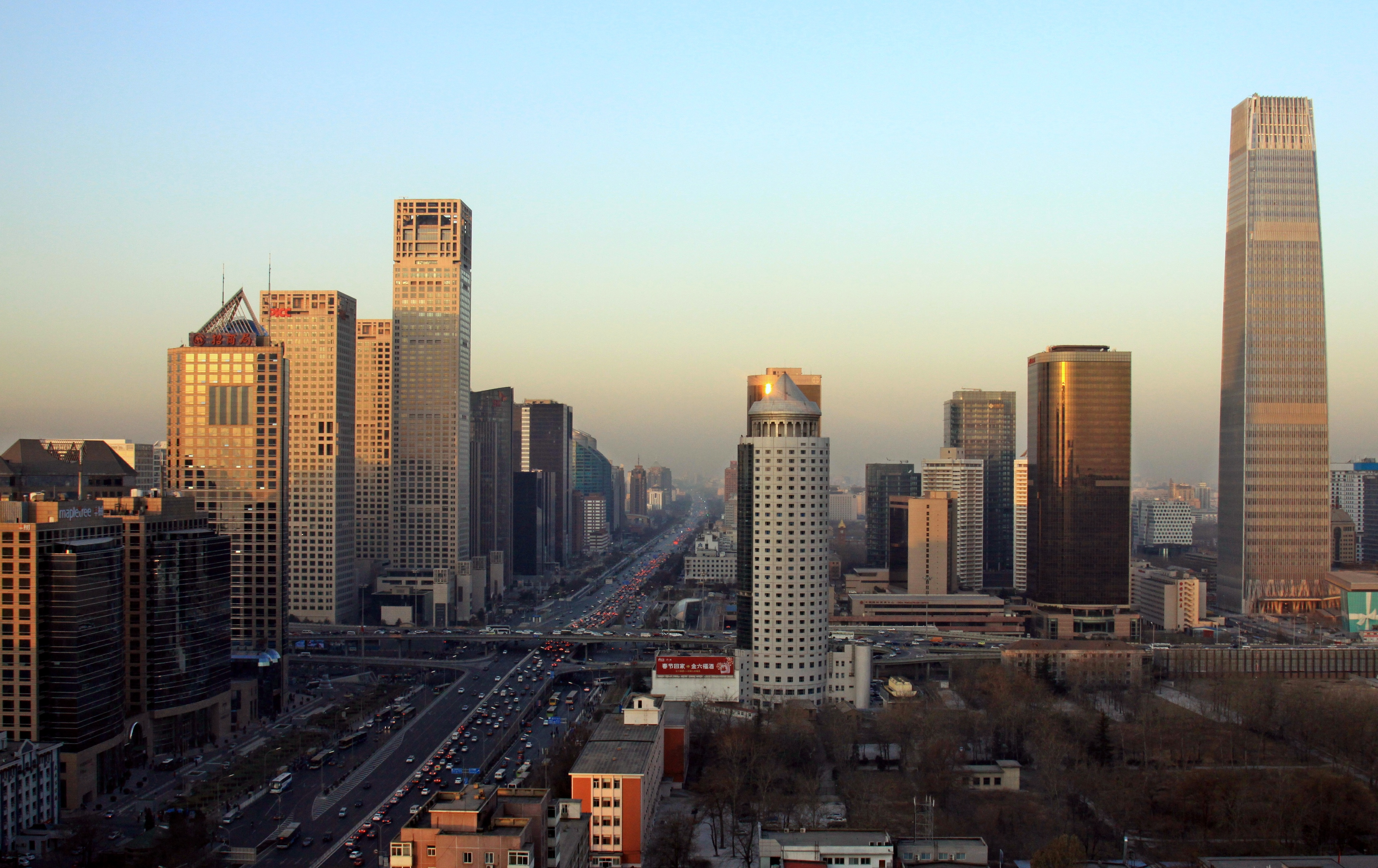
Peking egy képe

Kezdetben a gazdag nyersanyag-lelőhelyeknek köszönhetően önellátó volt, viszont az óriási méretű ipari növekedés következtében szinte mindenből behozatalra szorul.
Kína máig tartó egyik nagy gondja az energiahiány. Régen önellátó volt kőolajból, azonban mára már a 2. legnagyobb importáló, ezért érzékeny az olaj világpiaci árának változására. Kőolajtól való függőségét atomerőművek építésével próbálja csökkenteni. Ezek ellenére is gyakoriak a kényszerszünetek; előfordul hogy emiatt a termelőkapacitás 60%-a leáll. Ezt fokozza a háztartások növekvő fogyasztása, illetve az egyre nagyobb létszámban megjelenő autó (1995-ben még csak 320 ezer személyautót gyártottak, addig 2007-re már több mint 6 milliót).

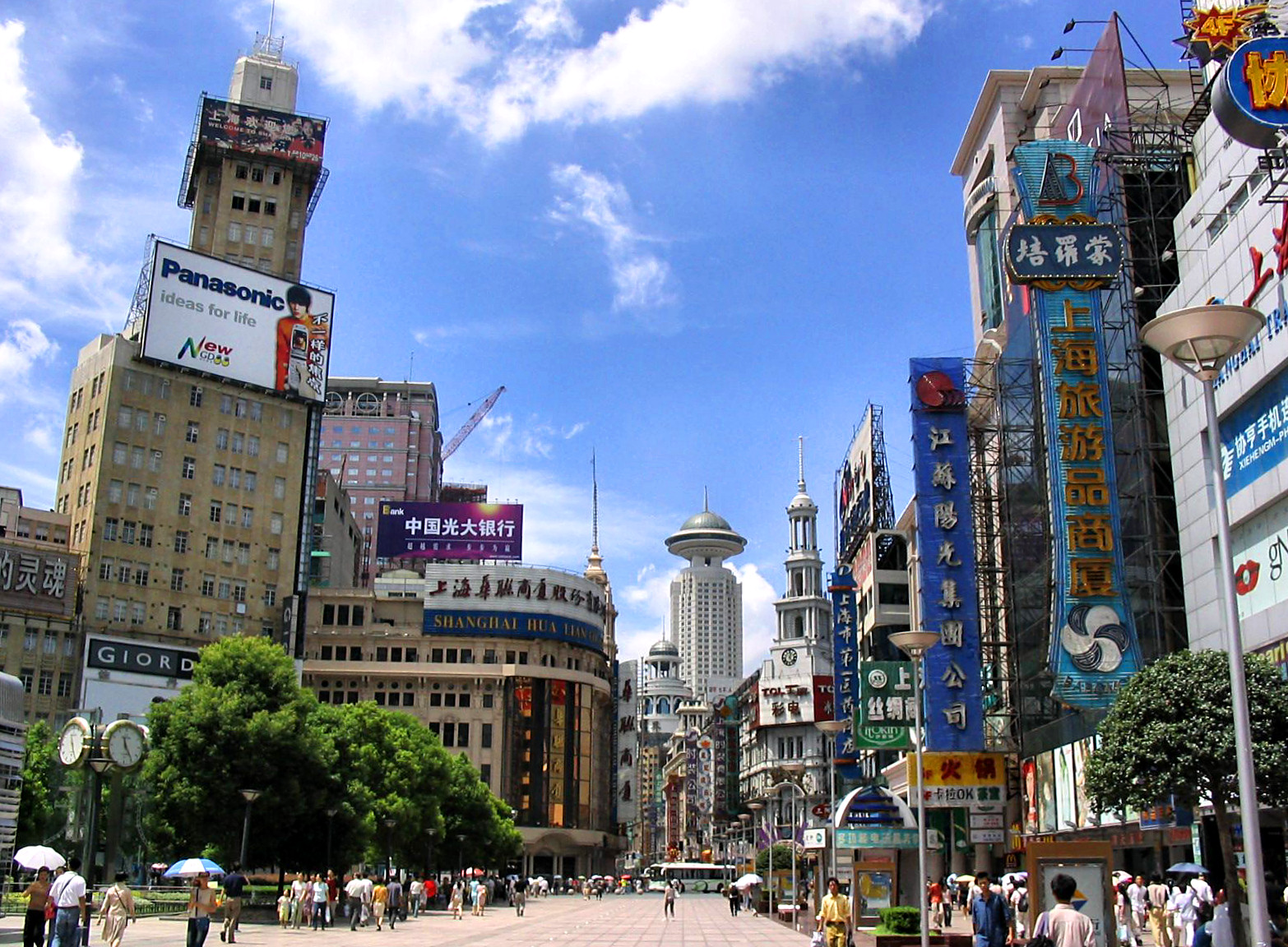
Nanking (Nanjing) út, egy bevásárlóutca Sanghaj (Shanghai)ban

Elsősorban az elavult technológiájú ipar és a megnövekedett gépjárműforgalom a felelős Kína jelentős környezetszennyezéséért is, miután érdemi környezetvédelmi szempontok lényegében egyáltalán nem bírtak prioritással az országban. A jelentékeny környezetszennyezés hatása, mint a gyakori szmog szükségszerűen egészségkárosodással is együtt jár, ami közvetve több millió halálesetet okoz. 2023 végén a kormányzat bejelentette, hogy „szigorú és észszerű” intézkedésekkel 2025-ig jelentősen csökkenteni kívánják a károsanyagkibocsátás mértékét, és legalább 20%-ra szeretnék emelni a megújuló energiaforrások részvételét a teljes energiafogyasztásban.

#### Kereskedelem
Főbb kereskedelmi partnerek (2014-ben):
- Export: USA – 16,9%, Hong Kong – 15,5%, Japán – 6,4%, Dél-Korea – 4,3%.
- Import: Dél-Korea – 9,7%, Japán – 8,3%, USA – 8,1%, Tajvan – 7,8%, Németország – 5,4%, Ausztrália – 5%.

A 18. század elejéig Kína a világ egyik vezető gazdasági nemzete volt. Számos találmány (papír, porcelán, nyomtatás, lőpor stb.) tette vonzóvá a lehetséges kereskedelmi partnerek számára. Kínával való üzletkötés feltétele volt többek közt a Kotau (mély meghajlás) a császár előtt. A 19. század elején, az USA és Európa kereskedelmének fellendülése következtében, Kína hatalma csökkenni kezdett. A Japán által elfoglalt területek elvesztése tovább gyengítette az országot.
Az 1949-ben megalakult Kínai Népköztársaság legfőbb feladata ezért a több mint 540 milliós nép élelemmel való ellátása volt. A kommunista kormány szigorú tervgazdálkodáson alapuló gazdaságirányítási rendszert vezetett be, centralizálta az árak meghatározását, és eltörölte a magántulajdont. E gazdaságpolitika következménye a külkereskedelmi elszigetelődés mellett a süllyedő életszínvonal lett, amelynek hatására tízezrek haltak meg.
1978-ban Teng Hsziao-ping (Deng Xiaoping) utasítására nyitottak a gazdaság elszigeteltségén, bevezették a piacgazdálkodás primitív formáját. A gazdasági liberalizáció azonban csak korlátozott volt, sok tevékenység állami felügyelet alatt maradt. Az 1990-es években Kína folyamatosan tárta ki kapuit a világ felé, megkönnyítve ezzel a kereskedelmet és a gazdasági növekedést.

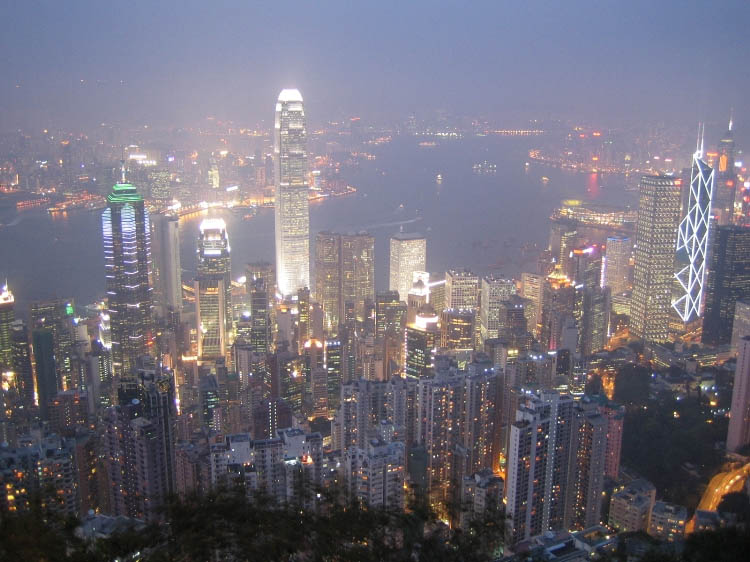
Hongkong toronyházai

#### Turizmus
Turizmusa a világ turizmusában meghatározó szerepet tölt be. A turista érkezések száma 2005-ben a negyedik, a bevételeket számítva pedig a hatodik helyet foglalta el a világon. A közelmúlt legdinamikusabb fejlődését is ez a kelet-ázsiai ország produkálta az ágazatban. A WTO előrejelzése szerint 2020-ban ez az ország lett volna az első számú célpont a világ idegenforgalmában, és kiutaztatása is az elsők közé fog kerülni.[forrás?] Az ország jelentőségét a turizmusban a még kihasználatlan utazási potenciálja adja.

#### Az országra jellemző egyéb ágazatok

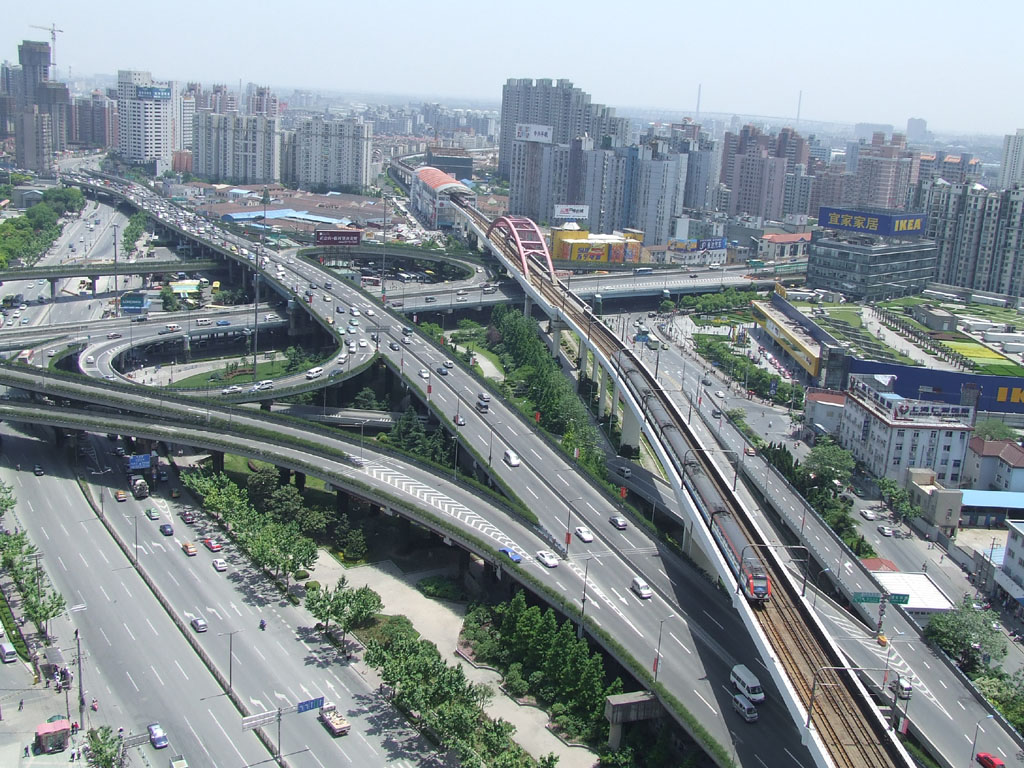
Sanghaj (Shanghai) egy útkereszteződése

Kínát régebb óta jellemzi számtalan termék tekintetében a másolás, avagy a tudatos hamisítás, ami különböző nyugati termékek, illetve azok védjegyeinek részleges vagy tényleges másolását jelenti a jogtulajdonosok engedélye nélkül; tipikusan ilyen termékek a gépjárművek, műszaki cikkek, ruházat, kozmetikumok, játékok. Ettől függetlenül hivatalos másolatok is vannak, mikor megegyezéssel gyártanak saját néven terméket egy nyugati termék alapján. Ezen kívül sok nyugati cég gyártatja Kínában megállapodás keretében a saját hivatalos termékét is, leginkább az olcsó munkaerő miatt, bár ez is változó állapotot mutat. A másolt és a hivatalos nyugati termékeken kívül sok, változó minőségű saját termék is van, melyek főleg az olcsóságuk miatt népszerűek világszerte. Ilyen termékek megszaporodtak az e-kereskedelemben is, sok olyan nemzetközileg felfuttatott webáruház révén, mint az Alibaba.com, a Wish, a Shein, a Pinduoduo, illetve a Temu.

## Közlekedés
A 2000-es évek elején Kína belföldi áruszállításának alig több mint 1/10-e jut a közutakra, a többi csaknem egyenlő arányban oszlik meg a vasúthálózat, valamint a belföldi vízi utak és a part menti hajózás között.

### Közút
Közúti hálózata gyorsan fejlődik, hosszát tekintve a második az Egyesült Államok után. A növekvő életszínvonal és a virágzó gazdaság miatt egyre többen engedhetik meg maguknak a személyautót. Ezzel nem tud lépést tartani az úthálózat, gyakoriak a közlekedési dugók.

### Vasút
Kínában a vasútra nagy szerep hárul. A vasúti hálózat hossza 78 000 km. A teljes pályahossz 154 600 km. Ez a legforgalmasabb hálózat a világon, az összes vasúti szállítás 24%-a zajlik a Föld összes vasúti pályájának 6%-án. Sok villamosított vonal is van, hosszát tekintve a harmadik legnagyobb a világon Oroszország és Németország után. 2012-re Kínáé lett a leghosszabb nagysebességű vasúthálózat a világon.

### Vízi
Sanghaj Yangshan nevű kikötője a világ legnagyobb árukikötője és Hongkong is a legnagyobbak közé tartozik.
További nagy, forgalmas tengeri kikötők: Dalian, Ningbo, Kanton, Qingdao, Lianyungang.

### Légi
Kínának több mint száz polgári repülőtere van, a legnagyobb forgalmat Hongkong, Peking, Sanghaj, Kanton, Shenyang, Chengdu és Xiamen bonyolítja.

## Telekommunikáció
| Hívójel prefix | B, XS, 3H-3U   |
| ITU zóna       | 33, 42, 43, 44 |
| CQ zóna        | 23, 24         |

## Kultúra
A kínai kultúra a világ egyik legrégebbi kultúrája, több ezer éves hagyománnyal rendelkezik. A kultúra Kelet-Ázsiában egy nagy földrajzi régiót fed le, rendkívül változatos, a szokások és hagyományok nagyban különböznek a tartományok, és akár a különböző városok között is.
A kínai civilizációt történelmileg Kelet-Ázsia domináns kultúrájának tekintik. Mivel a kínai az egyik legkorábbi ősi civilizáció, a kultúrája eddig mély befolyást gyakorolt Ázsia filozófiájára, etikettjére és hagyományaira. A kínai nyelv, a kerámia, az építészet, a zene, a tánc, az irodalom, a harcművészet, a konyha, a képzőművészet, a filozófia, az üzleti etikett, a vallás, a politika és a történelem globális befolyással bír, és hagyományait és fesztiváljait megtartják és gyakorolják a kínai emberek az egész világon.

## Sport

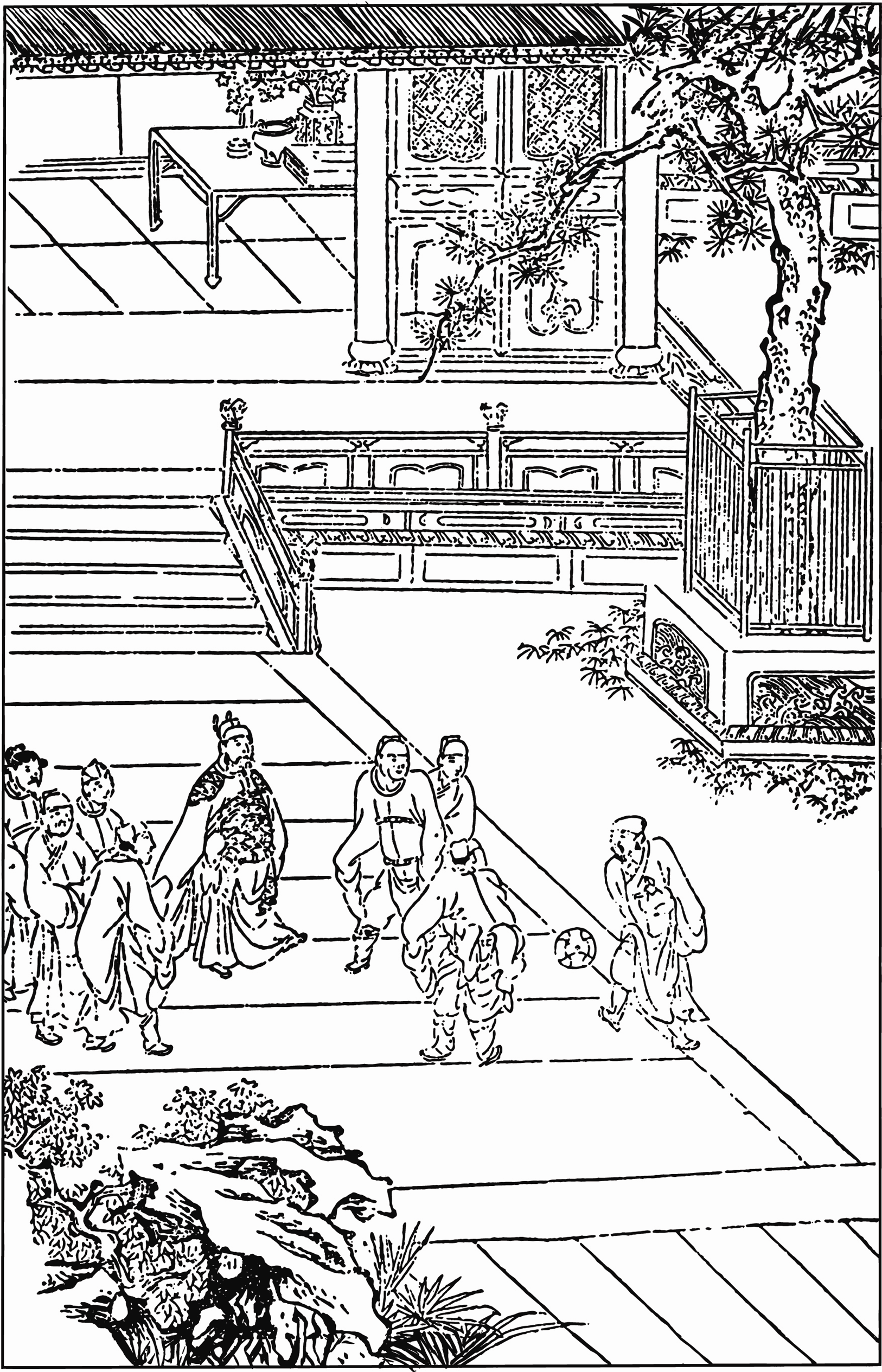
Cu-csü (Cù-jū), a mai labdarúgás őse

### Sárkányhajóverseny
A sárkányhajóverseny hagyományosan igen népszerű sportág az országban.

### Olimpia
- Kína az olimpiai játékokon

### Labdarúgás
- Kínai labdarúgó-válogatott

### Formula–1
- Formula–1 kínai nagydíj

### Birkózás
- Kínai birkózás

### Harcművészetek
Kína számtalan harcművészet szülőhelye, többek közt a kungfu, saolin kungfu, szansou, vusu, kuntao és megannyi más stílusé.

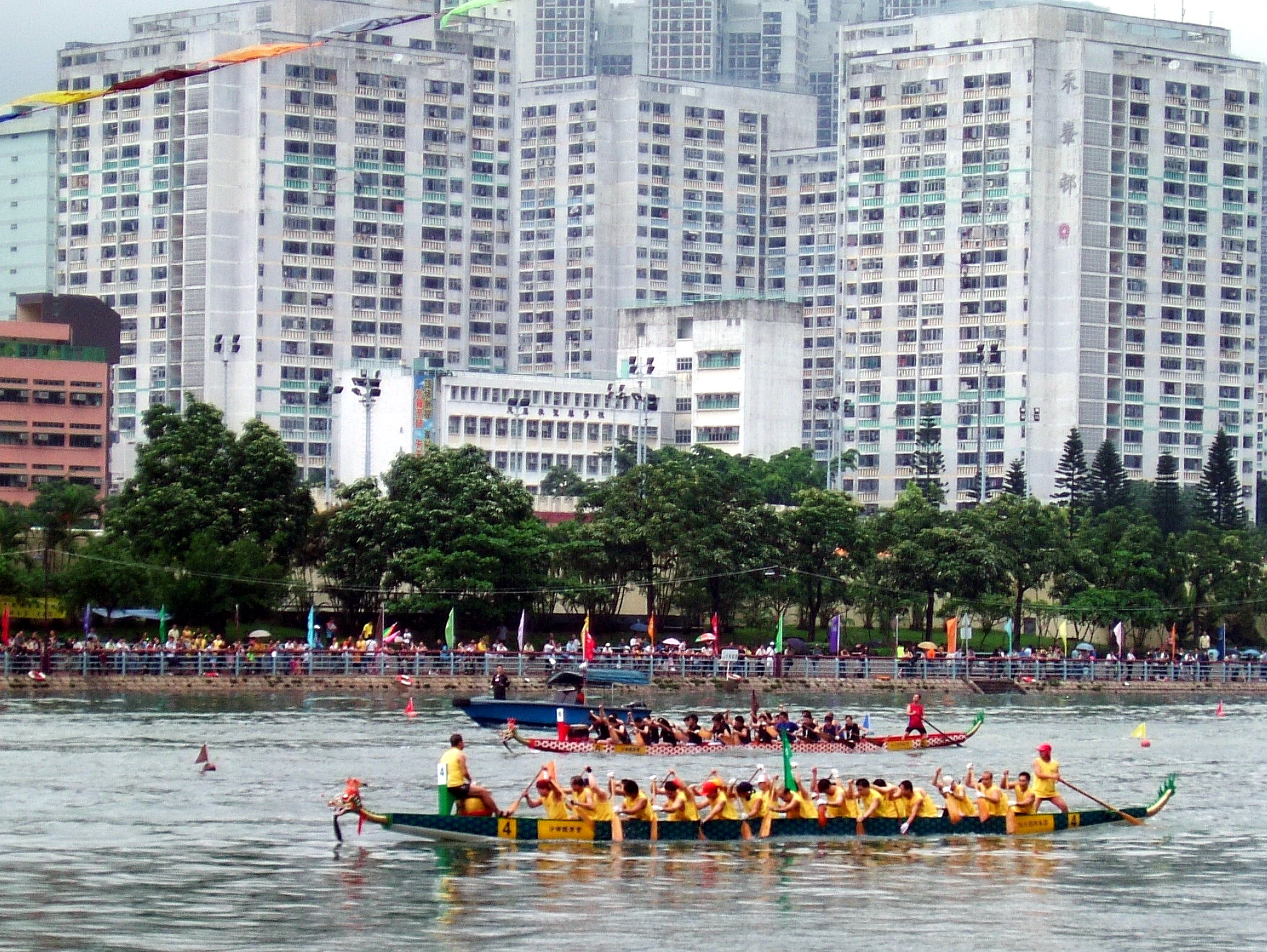
Sárkányhajóverseny
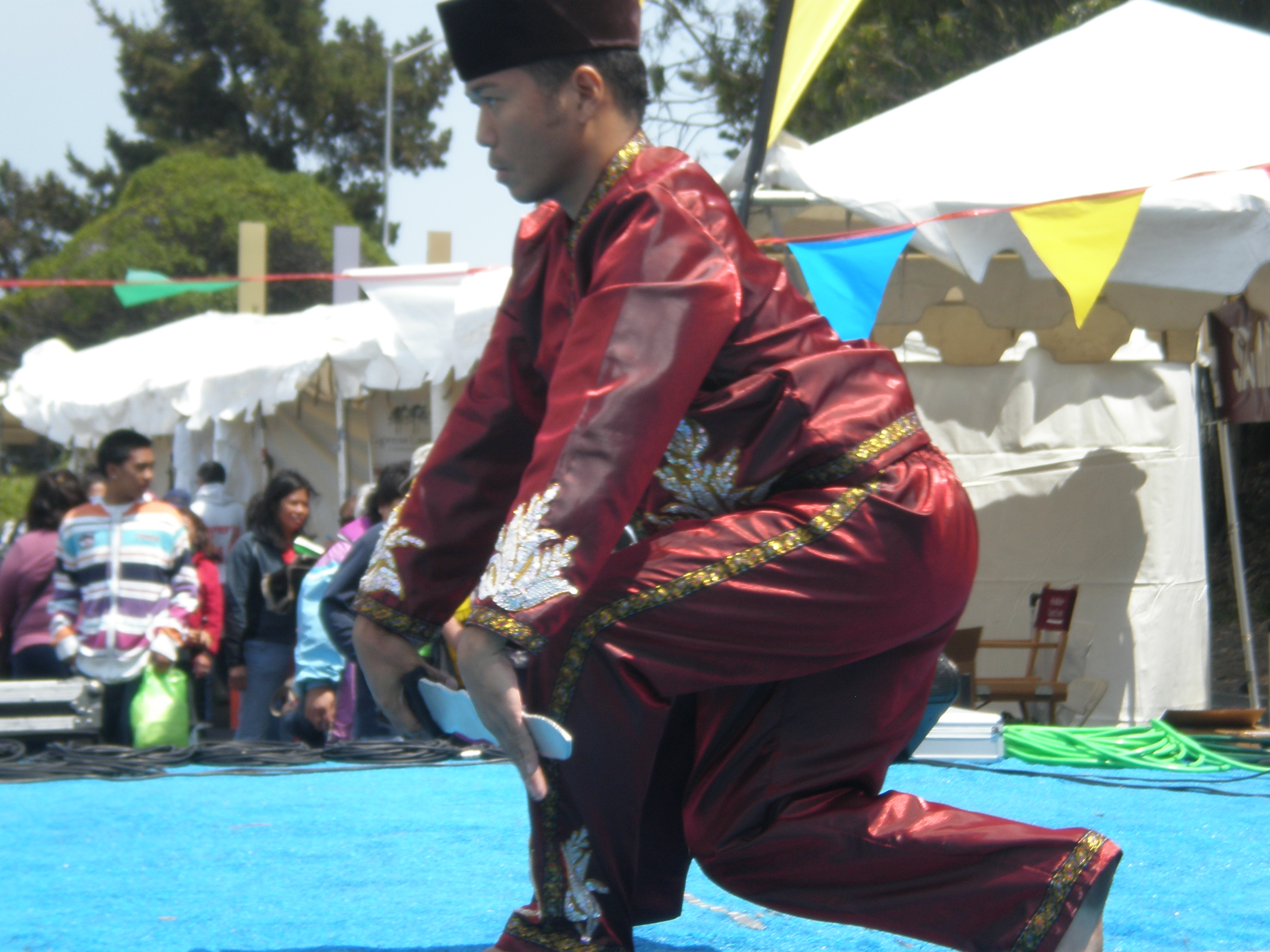
Kuntao harcművészet, amely igen hasonló az indonéz-szigetvilág silatjához
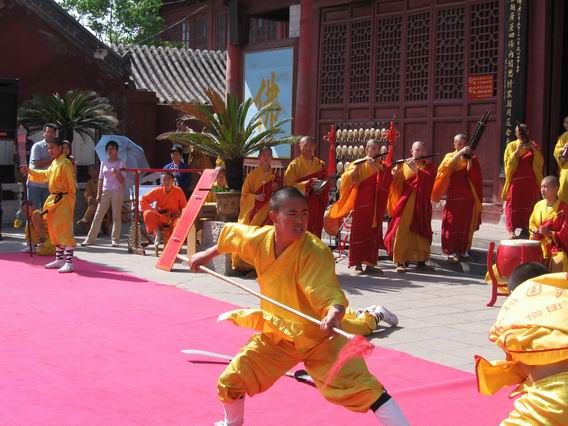
Kungfu harcművészet
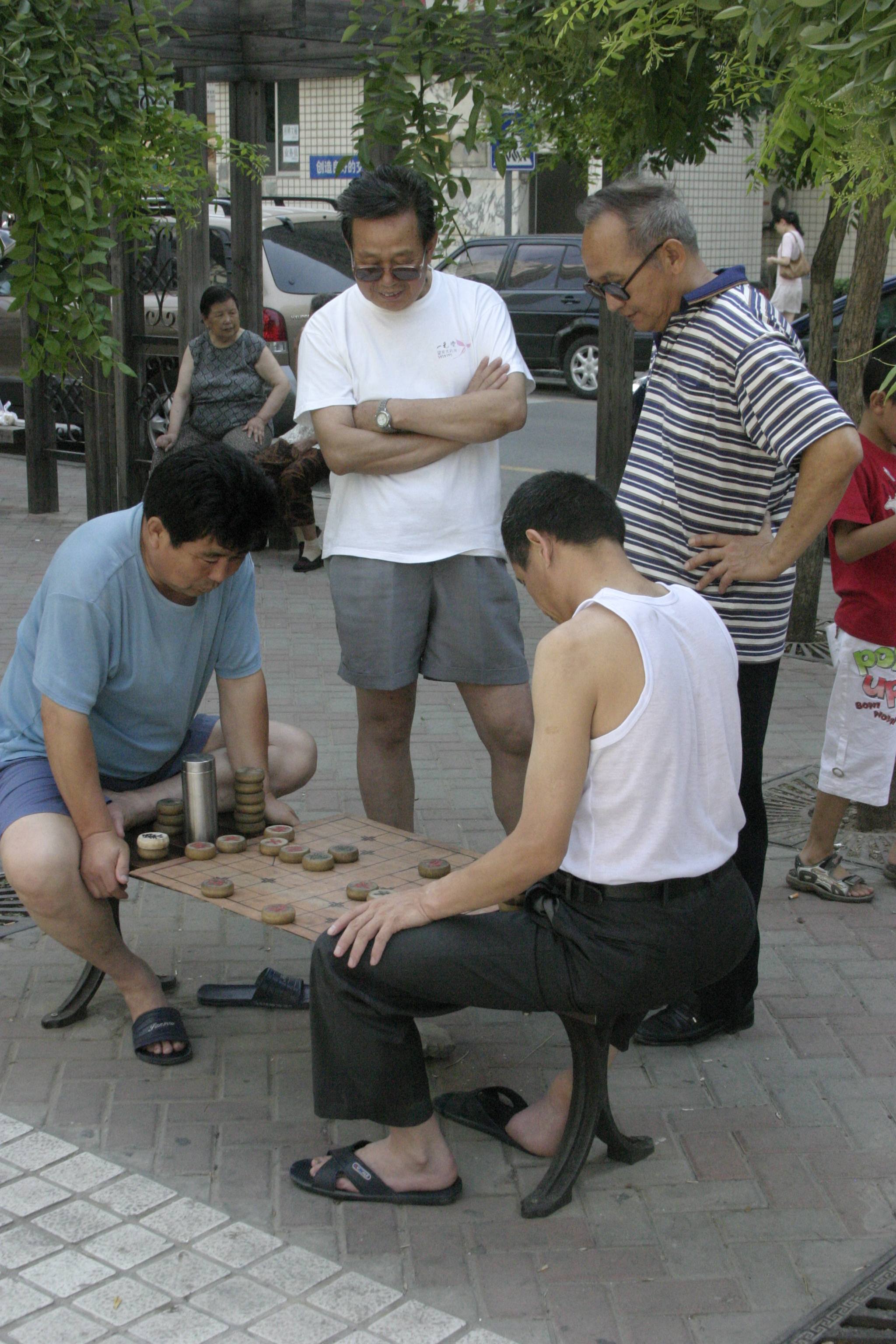
Kínai sakkot játszó emberek
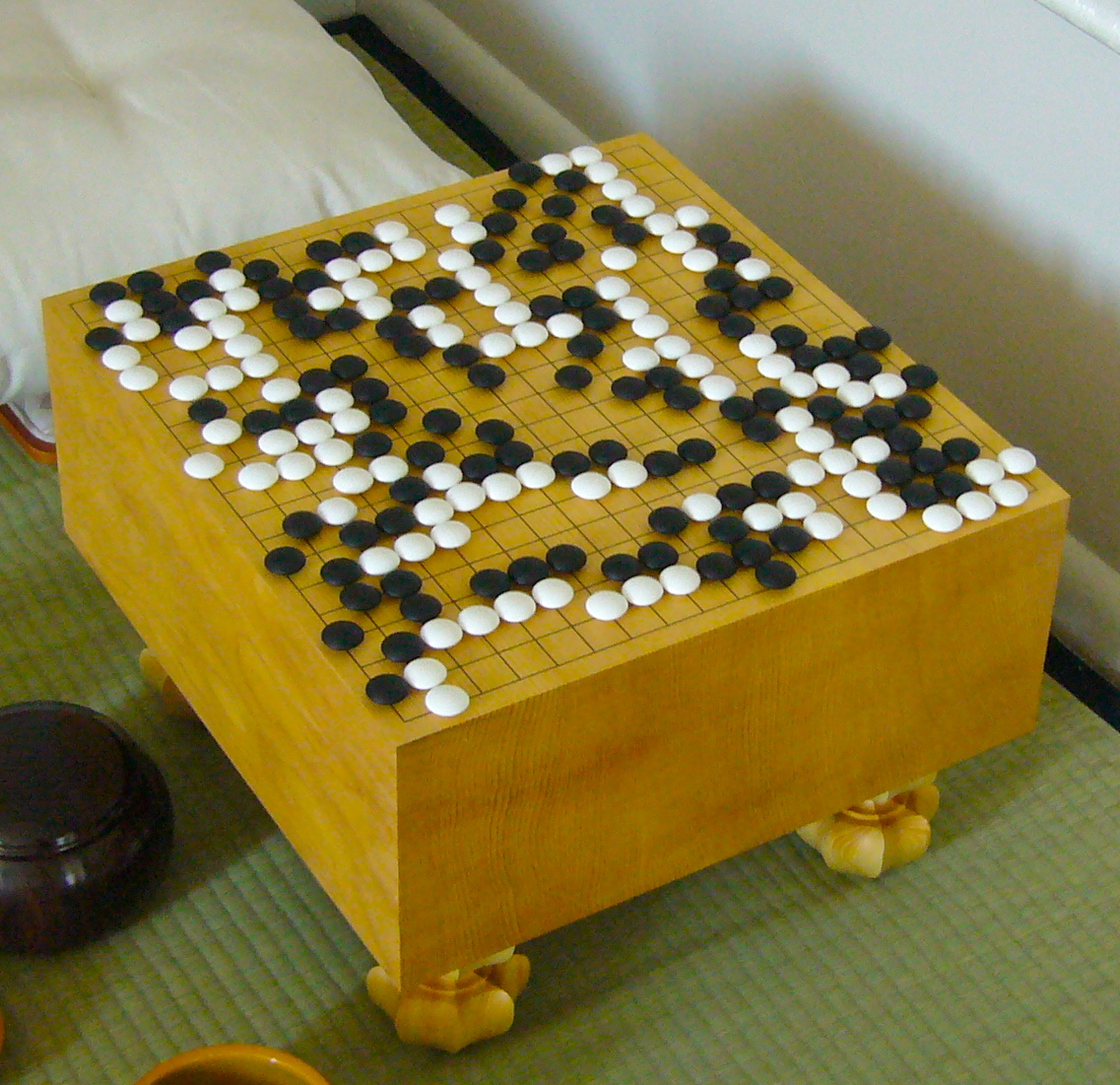
Go, táblás játék

## Ünnepek
- Hivatalos ünnepnapok:

| Dátum                     | Magyar név                        | Kínai név                            | Megjegyzések                                      |
| ------------------------- | --------------------------------- | ------------------------------------ | ------------------------------------------------- |
| Január 1.                 | Újév                              | 元旦 jüan tan (yuán dàn)             |                                                   |
| Első holdhónap első napja | Tavaszünnep (Kínai Újév)          | 春节 csun csie (chūn jié)            | Kínai naptár alapján                              |
| Május 1.                  | A munka ünnepe                    | 劳动节 laotung csie (láodòng jié)    |                                                   |
| Május 4.                  | Az ifjúság ünnepe                 | 青年节 csingnien csie (qīngnián jié) | Emlékezés az 1919-es diákmegmozdulásra            |
| Július 1.                 | A Kínai Kommunista Párt alapítása | 建党节 csientang csie (jiàndǎng jié) | Az 1921-es első nemzetgyűlés napja                |
| Augusztus 1.              | Fegyverek napja                   | 建军节 csiencsun csie (jiànjūn jié)  | Nancsang (Nanchang)i felkelés (南昌起义) 1927-ben |
| Október 1.                | Nemzeti ünnep                     | 国庆节 kuocsing csie (guóqìng jié)   | 1949: Kínai Népköztársaság kikiáltása             |

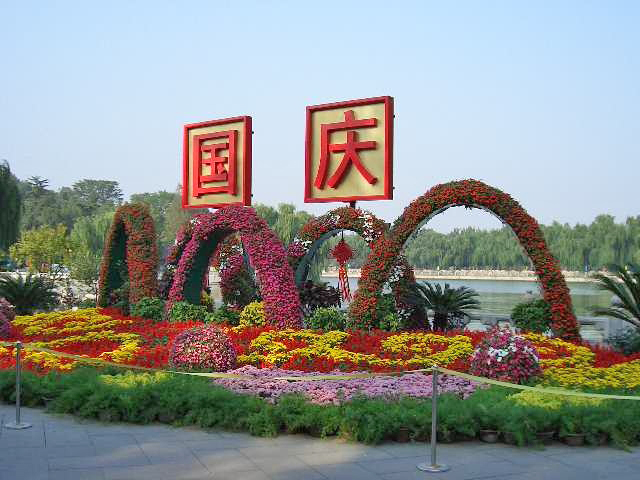
Dekoráció egy parkban a nemzeti ünnep alkalmára, 2004. október 1. Peking, Bejhaj Park

- Tradicionális ünnepek (节日, csie zsi (jié rì)):

| Dátum (holdhónapban) | Magyar név                                   | Kínai elnevezés                       | Megjegyzések                                                                                       |
| -------------------- | -------------------------------------------- | ------------------------------------- | -------------------------------------------------------------------------------------------------- |
| 1. hó 15.            | Lámpások napja                               | 元宵节 jüanhsziao csie (yuánxiāo jié) | |
| április eleje        | Csingming, A tiszta fény(esség) (Ősök napja) | 清明节 csingming csie (qīngmíng jié)  | Közel 15 nappal a tavaszi nap-éj egyenlőség után „sírok lesöprésének ünnepe”, kínai halottak napja |

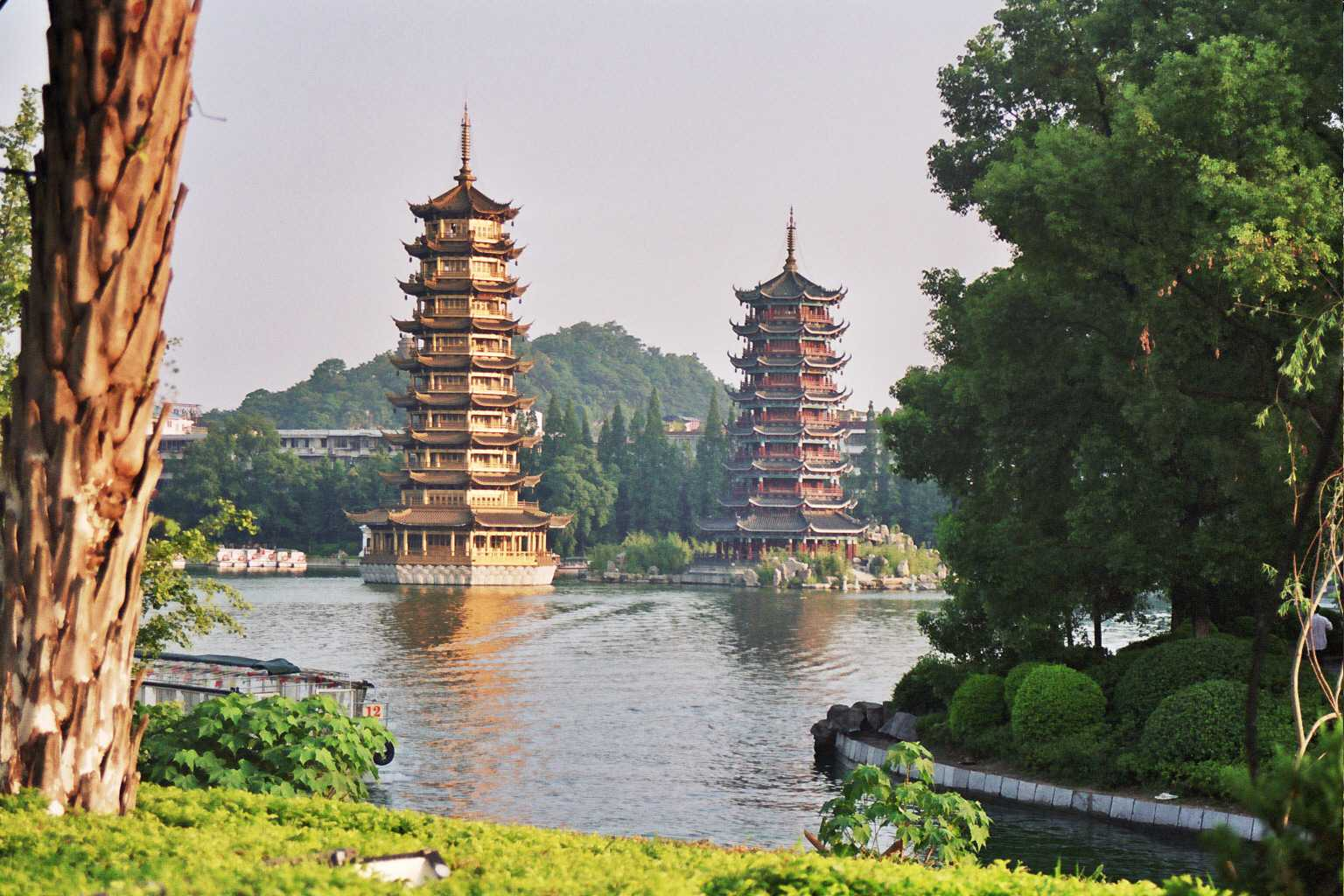
Pagodák

| 5. hó 5.             | A sárkányok ünnepe                           | 端午节 tuanvu csie (duānwǔ jié)       | |
| 7. hó 7.             | Csihszi-fesztivál                            | 七夕节 csihszi csie (qīxī jié)        | A szerelmesek ünnepe, „két hetes ünnepe”                                                           |
| 7. hó 15.            | Az éhes szörnyek ünnepe (Szellemek ünnepe)   | 中元节 csungjüan csie (zhōngyuán jié) | |
| 8. hó 15.            | A hold ünnepe                                | 中秋节 csungcsiu csie (zhōngqiū jié)  | Nyárünnep vagy őszközép ünnep                                                                      |
| 9. hó 9.             | A „két új” ünnepe                            | 重阳节 csungjang csie (chóngyáng jié) | „Két kilences ünnepe”                                                                              |